# Lista di asteroidi (15001-16000)
Di seguito una lista di asteroidi dal numero 15001 al 16000 con data di scoperta e scopritore.

## 15001-15100
| Nome                   | Designazione provvisoria | Data di scoperta  | Scopritore                           |
| ---------------------- | ------------------------ | ----------------- | ------------------------------------ |
| 15001 Fuzhou           | 1997 WD30                | 21 novembre 1997  | Beijing Schmidt CCD Asteroid Program |
| 15002 Shahriarbayegan  | 1997 WN38                | 29 novembre 1997  | LINEAR                               |
| 15003 Midori           | 1997 XC10                | 5 dicembre 1997   | T. Kobayashi                         |
| 15004 Vallerani        | 1997 XL10                | 7 dicembre 1997   | M. Tombelli, G. Forti                |
| 15005 Guerriero        | 1997 XY10                | 7 dicembre 1997   | M. Tombelli, U. Munari               |
| 15006 Samcristoforetti | 1998 DZ32                | 27 febbraio 1998  | G. Forti, M. Tombelli                |
| 15007 Edoardopozio     | 1998 NA                  | 5 luglio 1998     | V. S. Casulli                        |
| 15008 Delahodde        | 1998 QO6                 | 24 agosto 1998    | ODAS                                 |
| 15009 Johnwheeler      | 1998 QF27                | 24 agosto 1998    | LINEAR                               |
| 15010 -                | 1998 QL92                | 28 agosto 1998    | LINEAR                               |
| 15011 -                | 1998 QM92                | 28 agosto 1998    | LINEAR                               |
| 15012 -                | 1998 QS92                | 28 agosto 1998    | LINEAR                               |
| 15013 -                | 1998 QH93                | 28 agosto 1998    | LINEAR                               |
| 15014 Annagekker       | 1998 RO74                | 14 settembre 1998 | LINEAR                               |
| 15015 -                | 1998 RG75                | 14 settembre 1998 | LINEAR                               |
| 15016 -                | 1998 SO1                 | 16 settembre 1998 | ODAS                                 |
| 15017 Cuppy            | 1998 SS25                | 22 settembre 1998 | LONEOS                               |
| 15018 -                | 1998 SM34                | 26 settembre 1998 | LINEAR                               |
| 15019 Gingold          | 1998 SW75                | 29 settembre 1998 | LINEAR                               |
| 15020 Brandonimber     | 1998 SV105               | 26 settembre 1998 | LINEAR                               |
| 15021 Alexkardon       | 1998 SX123               | 26 settembre 1998 | LINEAR                               |
| 15022 Francinejackson  | 1998 SM144               | 20 settembre 1998 | E. W. Elst                           |
| 15023 Ketover          | 1998 SP156               | 26 settembre 1998 | LINEAR                               |
| 15024 -                | 1998 TB                  | 2 ottobre 1998    | T. Kagawa                            |
| 15025 Uwontario        | 1998 TX28                | 15 ottobre 1998   | Spacewatch                           |
| 15026 Davidscott       | 1998 TR34                | 14 ottobre 1998   | LONEOS                               |
| 15027 -                | 1998 UF8                 | 23 ottobre 1998   | K. Korlevic                          |
| 15028 Soushiyou        | 1998 UL23                | 26 ottobre 1998   | T. Okuni                             |
| 15029 -                | 1998 VC5                 | 11 novembre 1998  | K. Korlevic                          |
| 15030 Matthewkroll     | 1998 VA15                | 10 novembre 1998  | LINEAR                               |
| 15031 Lemus            | 1998 VN28                | 10 novembre 1998  | LINEAR                               |
| 15032 Alexlevin        | 1998 VV28                | 10 novembre 1998  | LINEAR                               |
| (15033) 1998 VY29      | 1998 VY29                | 10 novembre 1998  | LINEAR                               |
| 15034 Décines          | 1998 WH                  | 16 novembre 1998  | M. Tombelli, L. Tesi                 |
| 15035 -                | 1998 WS3                 | 18 novembre 1998  | S. Ueda, H. Kaneda                   |
| 15036 Giovannianselmi  | 1998 WO5                 | 18 novembre 1998  | Madonna di Dossobuono                |
| 15037 Chassagne        | 1998 WN6                 | 22 novembre 1998  | Village-Neuf                         |
| 15038 -                | 1998 WQ6                 | 23 novembre 1998  | T. Kobayashi                         |
| 15039 -                | 1998 WN16                | 21 novembre 1998  | LINEAR                               |
| 15040 -                | 1998 XC                  | 1 dicembre 1998   | Beijing Schmidt CCD Asteroid Program |
| 15041 Paperetti        | 1998 XB5                 | 8 dicembre 1998   | L. Tesi, A. Boattini                 |
| 15042 Anndavgui        | 1998 XZ8                 | 14 dicembre 1998  | J. -C. Merlin                        |
| 15043 -                | 1998 XW9                 | 11 dicembre 1998  | F. B. Zoltowski                      |
| 15044 -                | 1998 XY16                | 15 dicembre 1998  | K. Korlevic                          |
| 15045 Walesdymond      | 1998 XY21                | 10 dicembre 1998  | Spacewatch                           |
| 15046 -                | 1998 XY41                | 14 dicembre 1998  | LINEAR                               |
| 15047 -                | 1998 XG49                | 14 dicembre 1998  | LINEAR                               |
| 15048 -                | 1998 XQ63                | 14 dicembre 1998  | LINEAR                               |
| 15049 -                | 1998 XA90                | 15 dicembre 1998  | LINEAR                               |
| 15050 Heddal           | 1998 XC96                | 12 dicembre 1998  | O. A. Naranjo                        |
| 15051 -                | 1998 YK1                 | 17 dicembre 1998  | Klet                                 |
| 15052 Emileschweitzer  | 1998 YD2                 | 17 dicembre 1998  | ODAS                                 |
| 15053 Bochníček        | 1998 YY2                 | 17 dicembre 1998  | P. Pravec, U. Babiakova              |
| 15054 -                | 1998 YS5                 | 21 dicembre 1998  | T. Kobayashi                         |
| 15055 -                | 1998 YS9                 | 25 dicembre 1998  | K. Korlevic, M. Juric                |
| 15056 Barbaradixon     | 1998 YP12                | 28 dicembre 1998  | D. S. Dixon                          |
| 15057 Whitson          | 1998 YY15                | 22 dicembre 1998  | Spacewatch                           |
| 15058 Billcooke        | 1998 YL16                | 22 dicembre 1998  | Spacewatch                           |
| 15059 -                | 1998 YL27                | 25 dicembre 1998  | K. Korlevic                          |
| 15060 -                | 1999 AD                  | 5 gennaio 1999    | K. Korlevic                          |
| 15061 -                | 1999 AL                  | 6 gennaio 1999    | K. Korlevic                          |
| 15062 -                | 1999 AL2                 | 9 gennaio 1999    | T. Kobayashi                         |
| 15063 -                | 1999 AQ3                 | 10 gennaio 1999   | T. Kobayashi                         |
| 15064 -                | 1999 AC4                 | 10 gennaio 1999   | D. K. Chesney                        |
| 15065 -                | 1999 AJ4                 | 9 gennaio 1999    | K. Korlevic                          |
| 15066 -                | 1999 AX7                 | 13 gennaio 1999   | T. Kobayashi                         |
| 15067 -                | 1999 AM9                 | 10 gennaio 1999   | Beijing Schmidt CCD Asteroid Program |
| 15068 Wiegert          | 1999 AJ20                | 13 gennaio 1999   | Spacewatch                           |
| 15069 -                | 1999 AU21                | 15 gennaio 1999   | K. Korlevic                          |
| 15070 -                | 1999 BK8                 | 20 gennaio 1999   | Y. Shimizu, T. Urata                 |
| 15071 Hallerstein      | 1999 BN12                | 24 gennaio 1999   | Crni Vrh                             |
| 15072 Landolt          | 1999 BS12                | 25 gennaio 1999   | W. R. Cooney Jr., P. M. Motl         |
| 15073 -                | 1999 BK13                | 25 gennaio 1999   | K. Korlevic                          |
| 15074 -                | 1999 BN14                | 25 gennaio 1999   | D. K. Chesney                        |
| 15075 -                | 1999 BF15                | 24 gennaio 1999   | K. Korlevic                          |
| 15076 Joellewis        | 1999 BL25                | 18 gennaio 1999   | LINEAR                               |
| 15077 Edyalge          | 1999 CA                  | 2 febbraio 1999   | S. Sposetti                          |
| 15078 -                | 1999 CW                  | 5 febbraio 1999   | T. Kobayashi                         |
| 15079 -                | 1999 CO16                | 15 febbraio 1999  | K. Korlevic                          |
| 15080 -                | 1999 CR20                | 10 febbraio 1999  | LINEAR                               |
| 15081 -                | 1999 CU25                | 10 febbraio 1999  | LINEAR                               |
| 15082 -                | 1999 CT30                | 10 febbraio 1999  | LINEAR                               |
| 15083 Tianhuili        | 1999 CJ34                | 10 febbraio 1999  | LINEAR                               |
| 15084 -                | 1999 CH38                | 10 febbraio 1999  | LINEAR                               |
| 15085 -                | 1999 CB43                | 10 febbraio 1999  | LINEAR                               |
| 15086 -                | 1999 CH60                | 12 febbraio 1999  | LINEAR                               |
| 15087 -                | 1999 CZ61                | 12 febbraio 1999  | LINEAR                               |
| 15088 Licitra          | 1999 CK82                | 10 febbraio 1999  | LINEAR                               |
| 15089 -                | 1999 CQ82                | 10 febbraio 1999  | LINEAR                               |
| 15090 -                | 1999 CA97                | 10 febbraio 1999  | LINEAR                               |
| 15091 Howell           | 1999 CM136               | 9 febbraio 1999   | Spacewatch                           |
| 15092 Beegees          | 1999 EH5                 | 15 marzo 1999     | J. Broughton                         |
| 15093 Lestermackey     | 1999 TA31                | 4 ottobre 1999    | LINEAR                               |
| 15094 Polymele         | 1999 WB2                 | 17 novembre 1999  | CSS                                  |
| 15095 -                | 1999 WO3                 | 28 novembre 1999  | T. Kobayashi                         |
| 15096 -                | 1999 XH12                | 5 dicembre 1999   | LINEAR                               |
| 15097 -                | 1999 XP38                | 8 dicembre 1999   | LINEAR                               |
| 15098 -                | 2000 AY2                 | 1 gennaio 2000    | G. Forti, A. Boattini                |
| 15099 Janestrohm       | 2000 AE92                | 5 gennaio 2000    | LINEAR                               |
| 15100 -                | 2000 AP144               | 5 gennaio 2000    | LINEAR                               |

## 15101-15200
| Nome                   | Designazione provvisoria | Data di scoperta  | Scopritore                                             |
| ---------------------- | ------------------------ | ----------------- | ------------------------------------------------------ |
| 15101 -                | 2000 AY150               | 8 gennaio 2000    | LINEAR                                                 |
| 15102 -                | 2000 AA202               | 9 gennaio 2000    | LINEAR                                                 |
| 15103 -                | 2000 AN204               | 8 gennaio 2000    | LINEAR                                                 |
| 15104 -                | 2000 BV3                 | 27 gennaio 2000   | T. Kobayashi                                           |
| 15105 -                | 2000 BJ4                 | 21 gennaio 2000   | LINEAR                                                 |
| 15106 Swanson          | 2000 CA45                | 2 febbraio 2000   | LINEAR                                                 |
| 15107 Toepperwein      | 2000 CR49                | 2 febbraio 2000   | LINEAR                                                 |
| 15108 -                | 2000 CT61                | 2 febbraio 2000   | LINEAR                                                 |
| 15109 Wilber           | 2000 CW61                | 2 febbraio 2000   | LINEAR                                                 |
| 15110 -                | 2000 CE62                | 2 febbraio 2000   | LINEAR                                                 |
| 15111 Winters          | 2000 CY92                | 6 febbraio 2000   | LINEAR                                                 |
| 15112 Arlenewolfe      | 2000 CY94                | 8 febbraio 2000   | LINEAR                                                 |
| 15113 -                | 2000 CO96                | 5 febbraio 2000   | LINEAR                                                 |
| 15114 -                | 2000 CY101               | 12 febbraio 2000  | W. Bickel                                              |
| 15115 Yvonneroe        | 2000 DA7                 | 29 febbraio 2000  | J. M. Roe                                              |
| 15116 Jaytate          | 2000 DZ12                | 27 febbraio 2000  | Spacewatch                                             |
| 15117 -                | 2000 DA79                | 29 febbraio 2000  | LINEAR                                                 |
| 15118 Elizabethsears   | 2000 DP82                | 28 febbraio 2000  | LINEAR                                                 |
| 15119 -                | 2000 DU97                | 29 febbraio 2000  | LINEAR                                                 |
| 15120 Mariafélix       | 2000 ES                  | 4 marzo 2000      | J. J. Gomez                                            |
| 15121 -                | 2000 EN14                | 5 marzo 2000      | K. Korlevic                                            |
| 15122 -                | 2000 EE17                | 3 marzo 2000      | LINEAR                                                 |
| 15123 -                | 2000 EP36                | 8 marzo 2000      | LINEAR                                                 |
| 15124 -                | 2000 EZ39                | 8 marzo 2000      | LINEAR                                                 |
| 15125 -                | 2000 EZ41                | 8 marzo 2000      | LINEAR                                                 |
| 15126 Brittanyanderson | 2000 EA44                | 8 marzo 2000      | LINEAR                                                 |
| 15127 -                | 2000 EN45                | 9 marzo 2000      | LINEAR                                                 |
| 15128 Patrickjones     | 2000 EG46                | 9 marzo 2000      | LINEAR                                                 |
| 15129 Sparks           | 2000 ET47                | 9 marzo 2000      | LINEAR                                                 |
| 15130 -                | 2000 EU49                | 9 marzo 2000      | LINEAR                                                 |
| 15131 Alanalda         | 2000 ET54                | 10 marzo 2000     | Spacewatch                                             |
| 15132 Steigmeyer       | 2000 EZ69                | 10 marzo 2000     | LINEAR                                                 |
| 15133 Sullivan         | 2000 EB91                | 9 marzo 2000      | LINEAR                                                 |
| 15134 -                | 2000 ED92                | 9 marzo 2000      | LINEAR                                                 |
| 15135 -                | 2000 EG92                | 9 marzo 2000      | LINEAR                                                 |
| 15136 -                | 2000 EE93                | 9 marzo 2000      | LINEAR                                                 |
| 15137 -                | 2000 EL93                | 9 marzo 2000      | LINEAR                                                 |
| 15138 -                | 2000 EQ93                | 9 marzo 2000      | LINEAR                                                 |
| 15139 Connormcarty     | 2000 EY93                | 9 marzo 2000      | LINEAR                                                 |
| 15140 -                | 2000 EB97                | 10 marzo 2000     | LINEAR                                                 |
| 15141 -                | 2000 EP106               | 11 marzo 2000     | Uppsala-DLR Asteroid Survey                            |
| 15142 -                | 2000 EF108               | 8 marzo 2000      | LINEAR                                                 |
| 15143 -                | 2000 EX108               | 8 marzo 2000      | LINEAR                                                 |
| 15144 Araas            | 2000 EK114               | 9 marzo 2000      | LINEAR                                                 |
| 15145 Ritageorge       | 2000 EF117               | 10 marzo 2000     | LINEAR                                                 |
| 15146 Halpov           | 2000 EQ130               | 11 marzo 2000     | LONEOS                                                 |
| 15147 Siegfried        | 2000 EJ134               | 11 marzo 2000     | LONEOS                                                 |
| 15148 Michaelmaryott   | 2000 EM141               | 2 marzo 2000      | CSS                                                    |
| 15149 Loufaix          | 2000 EZ141               | 2 marzo 2000      | CSS                                                    |
| 15150 Salsa            | 2000 EO148               | 4 marzo 2000      | CSS                                                    |
| 15151 Wilmacherup      | 2000 EU148               | 4 marzo 2000      | CSS                                                    |
| 15152 -                | 2000 FJ5                 | 29 marzo 2000     | T. Kobayashi                                           |
| 15153 -                | 2000 FD17                | 28 marzo 2000     | LINEAR                                                 |
| 15154 -                | 2000 FW30                | 27 marzo 2000     | S. Ueda, H. Kaneda                                     |
| 15155 Ahn              | 2000 FB37                | 29 marzo 2000     | LINEAR                                                 |
| 15156 -                | 2000 FK38                | 29 marzo 2000     | LINEAR                                                 |
| 15157 -                | 2000 FV39                | 29 marzo 2000     | LINEAR                                                 |
| 15158 -                | 2000 FH40                | 29 marzo 2000     | LINEAR                                                 |
| 15159 -                | 2000 FN41                | 29 marzo 2000     | LINEAR                                                 |
| 15160 Wygoda           | 2000 FK44                | 29 marzo 2000     | LINEAR                                                 |
| 15161 -                | 2000 FQ48                | 30 marzo 2000     | LINEAR                                                 |
| 15162 -                | 2000 GN2                 | 5 aprile 2000     | T. Stafford                                            |
| 15163 -                | 2000 GB4                 | 2 aprile 2000     | S. Ueda, H. Kaneda                                     |
| 15164 -                | 2000 GA89                | 4 aprile 2000     | LINEAR                                                 |
| 15165 -                | 2000 GR89                | 4 aprile 2000     | LINEAR                                                 |
| 15166 -                | 2000 GX90                | 4 aprile 2000     | LINEAR                                                 |
| 15167 -                | 2000 GS135               | 8 aprile 2000     | LINEAR                                                 |
| 15168 Marijnfranx      | 2022 P-L                 | 24 settembre 1960 | C. J. van Houten, I. van Houten-Groeneveld, T. Gehrels |
| 15169 Wilfriedboland   | 2629 P-L                 | 24 settembre 1960 | C. J. van Houten, I. van Houten-Groeneveld, T. Gehrels |
| 15170 Erikdeul         | 2648 P-L                 | 24 settembre 1960 | C. J. van Houten, I. van Houten-Groeneveld, T. Gehrels |
| 15171 Xandertielens    | 2772 P-L                 | 24 settembre 1960 | C. J. van Houten, I. van Houten-Groeneveld, T. Gehrels |
| 15172 -                | 3086 P-L                 | 24 settembre 1960 | C. J. van Houten, I. van Houten-Groeneveld, T. Gehrels |
| 15173 -                | 3520 P-L                 | 17 ottobre 1960   | C. J. van Houten, I. van Houten-Groeneveld, T. Gehrels |
| 15174 -                | 4649 P-L                 | 24 settembre 1960 | C. J. van Houten, I. van Houten-Groeneveld, T. Gehrels |
| 15175 -                | 6113 P-L                 | 24 settembre 1960 | C. J. van Houten, I. van Houten-Groeneveld, T. Gehrels |
| 15176 -                | 6299 P-L                 | 24 settembre 1960 | C. J. van Houten, I. van Houten-Groeneveld, T. Gehrels |
| 15177 -                | 6599 P-L                 | 24 settembre 1960 | C. J. van Houten, I. van Houten-Groeneveld, T. Gehrels |
| 15178 -                | 7075 P-L                 | 17 ottobre 1960   | C. J. van Houten, I. van Houten-Groeneveld, T. Gehrels |
| 15179 -                | 9062 P-L                 | 17 ottobre 1960   | C. J. van Houten, I. van Houten-Groeneveld, T. Gehrels |
| 15180 -                | 9094 P-L                 | 17 ottobre 1960   | C. J. van Houten, I. van Houten-Groeneveld, T. Gehrels |
| 15181 -                | 9525 P-L                 | 17 ottobre 1960   | C. J. van Houten, I. van Houten-Groeneveld, T. Gehrels |
| 15182 -                | 9538 P-L                 | 17 ottobre 1960   | C. J. van Houten, I. van Houten-Groeneveld, T. Gehrels |
| 15183 -                | 3074 T-1                 | 26 marzo 1971     | C. J. van Houten, I. van Houten-Groeneveld, T. Gehrels |
| 15184 -                | 3232 T-1                 | 26 marzo 1971     | C. J. van Houten, I. van Houten-Groeneveld, T. Gehrels |
| 15185 -                | 4104 T-1                 | 26 marzo 1971     | C. J. van Houten, I. van Houten-Groeneveld, T. Gehrels |
| 15186 -                | 2058 T-2                 | 29 settembre 1973 | C. J. van Houten, I. van Houten-Groeneveld, T. Gehrels |
| 15187 -                | 2112 T-2                 | 29 settembre 1973 | C. J. van Houten, I. van Houten-Groeneveld, T. Gehrels |
| 15188 -                | 3044 T-2                 | 30 settembre 1973 | C. J. van Houten, I. van Houten-Groeneveld, T. Gehrels |
| 15189 -                | 3071 T-2                 | 30 settembre 1973 | C. J. van Houten, I. van Houten-Groeneveld, T. Gehrels |
| 15190 -                | 3353 T-2                 | 25 settembre 1973 | C. J. van Houten, I. van Houten-Groeneveld, T. Gehrels |
| 15191 -                | 4234 T-2                 | 29 settembre 1973 | C. J. van Houten, I. van Houten-Groeneveld, T. Gehrels |
| 15192 -                | 5049 T-2                 | 25 settembre 1973 | C. J. van Houten, I. van Houten-Groeneveld, T. Gehrels |
| 15193 -                | 5148 T-2                 | 25 settembre 1973 | C. J. van Houten, I. van Houten-Groeneveld, T. Gehrels |
| 15194 -                | 2272 T-3                 | 16 ottobre 1977   | C. J. van Houten, I. van Houten-Groeneveld, T. Gehrels |
| 15195 -                | 2407 T-3                 | 16 ottobre 1977   | C. J. van Houten, I. van Houten-Groeneveld, T. Gehrels |
| 15196 -                | 3178 T-3                 | 16 ottobre 1977   | C. J. van Houten, I. van Houten-Groeneveld, T. Gehrels |
| 15197 -                | 4203 T-3                 | 16 ottobre 1977   | C. J. van Houten, I. van Houten-Groeneveld, T. Gehrels |
| 15198 -                | 1940 GJ                  | 5 aprile 1940     | L. Oterma                                              |
| 15199 Rodnyanskaya     | 1974 SE                  | 19 settembre 1974 | L. I. Chernykh                                         |
| 15200 -                | 1975 SU                  | 30 settembre 1975 | S. J. Bus                                              |

## 15201-15300
| Nome                  | Designazione provvisoria | Data di scoperta  | Scopritore                       |
| --------------------- | ------------------------ | ----------------- | -------------------------------- |
| 15201 -               | 1976 UY                  | 31 ottobre 1976   | R. M. West                       |
| 15202 Yamada-Houkoku  | 1977 EM5                 | 12 marzo 1977     | H. Kosai, K. Hurukawa            |
| 15203 Grishanin       | 1978 SS6                 | 26 settembre 1978 | L. V. Zhuravleva                 |
| 15204 -               | 1978 UG                  | 28 ottobre 1978   | H. L. Giclas                     |
| 15205 -               | 1978 VC4                 | 7 novembre 1978   | E. F. Helin, S. J. Bus           |
| 15206 -               | 1978 VJ6                 | 6 novembre 1978   | E. F. Helin, S. J. Bus           |
| 15207 -               | 1979 KD                  | 19 maggio 1979    | R. M. West                       |
| 15208 -               | 1979 MW1                 | 25 giugno 1979    | E. F. Helin, S. J. Bus           |
| 15209 -               | 1979 ML2                 | 25 giugno 1979    | E. F. Helin, S. J. Bus           |
| 15210 -               | 1979 MU2                 | 25 giugno 1979    | E. F. Helin, S. J. Bus           |
| 15211 -               | 1979 MW3                 | 25 giugno 1979    | E. F. Helin, S. J. Bus           |
| 15212 Yaroslavl'      | 1979 WY3                 | 17 novembre 1979  | L. I. Chernykh                   |
| 15213 -               | 1980 UO1                 | 31 ottobre 1980   | S. J. Bus                        |
| 15214 Duart           | 1981 DY                  | 28 febbraio 1981  | S. J. Bus                        |
| 15215 Lachlanmaclean  | 1981 EH13                | 1 marzo 1981      | S. J. Bus                        |
| 15216 -               | 1981 EX14                | 1 marzo 1981      | S. J. Bus                        |
| 15217 -               | 1981 ET19                | 2 marzo 1981      | S. J. Bus                        |
| 15218 -               | 1981 EO41                | 2 marzo 1981      | S. J. Bus                        |
| 15219 -               | 1981 EY42                | 2 marzo 1981      | S. J. Bus                        |
| 15220 Sumerkin        | 1981 SC7                 | 28 settembre 1981 | L. V. Zhuravleva                 |
| 15221 -               | 1981 UA23                | 24 ottobre 1981   | S. J. Bus                        |
| 15222 -               | 1982 FL1                 | 24 marzo 1982     | A. Mrkos                         |
| 15223 -               | 1984 SN4                 | 21 settembre 1984 | H. Debehogne                     |
| 15224 Penttilä        | 1985 JG                  | 15 maggio 1985    | E. Bowell                        |
| 15225 -               | 1985 RJ4                 | 11 settembre 1985 | H. Debehogne                     |
| 15226 -               | 1986 UP                  | 28 ottobre 1986   | Z. Vavrova                       |
| 15227 -               | 1986 VA                  | 4 novembre 1986   | R. H. McNaught                   |
| 15228 Ronmiller       | 1987 DG                  | 23 febbraio 1987  | C. S. Shoemaker, E. M. Shoemaker |
| 15229 -               | 1987 QZ6                 | 22 agosto 1987    | E. W. Elst                       |
| 15230 Alona           | 1987 RF1                 | 13 settembre 1987 | H. Debehogne                     |
| 15231 Ehdita          | 1987 RO5                 | 4 settembre 1987  | L. V. Zhuravleva                 |
| 15232 -               | 1987 SD13                | 24 settembre 1987 | H. Debehogne                     |
| 15233 -               | 1987 WU4                 | 26 novembre 1987  | A. Mrkos                         |
| 15234 -               | 1988 BJ5                 | 28 gennaio 1988   | R. H. McNaught                   |
| 15235 -               | 1988 DA5                 | 25 febbraio 1988  | R. H. McNaught                   |
| 15236 -               | 1988 RJ4                 | 1 settembre 1988  | H. Debehogne                     |
| 15237 -               | 1988 RL6                 | 6 settembre 1988  | H. Debehogne                     |
| 15238 Hisaohori       | 1989 CQ                  | 2 febbraio 1989   | T. Seki                          |
| 15239 Stenhammar      | 1989 CR2                 | 4 febbraio 1989   | E. W. Elst                       |
| 15240 -               | 1989 GF3                 | 3 aprile 1989     | E. W. Elst                       |
| 15241 -               | 1989 ST3                 | 26 settembre 1989 | E. W. Elst                       |
| 15242 -               | 1989 SX5                 | 26 settembre 1989 | E. W. Elst                       |
| 15243 -               | 1989 TU1                 | 9 ottobre 1989    | Y. Oshima                        |
| 15244 -               | 1989 TY2                 | 7 ottobre 1989    | E. W. Elst                       |
| 15245 -               | 1989 TP16                | 4 ottobre 1989    | H. Debehogne                     |
| 15246 Kumeta          | 1989 VS1                 | 2 novembre 1989   | K. Endate, K. Watanabe           |
| 15247 -               | 1989 WS                  | 20 novembre 1989  | S. Ueda, H. Kaneda               |
| 15248 Hidekazu        | 1989 WH3                 | 29 novembre 1989  | K. Endate, K. Watanabe           |
| 15249 Capodimonte     | 1989 YB5                 | 28 dicembre 1989  | E. W. Elst                       |
| 15250 Nishiyamahiro   | 1990 DZ                  | 28 febbraio 1990  | K. Endate, K. Watanabe           |
| 15251 -               | 1990 EF2                 | 2 marzo 1990      | E. W. Elst                       |
| 15252 Yoshiken        | 1990 OD1                 | 20 luglio 1990    | T. Seki                          |
| 15253 -               | 1990 QA4                 | 23 agosto 1990    | H. E. Holt                       |
| 15254 -               | 1990 QM4                 | 23 agosto 1990    | H. E. Holt                       |
| 15255 -               | 1990 QQ8                 | 16 agosto 1990    | E. W. Elst                       |
| 15256 -               | 1990 RD1                 | 14 settembre 1990 | H. E. Holt                       |
| 15257 -               | 1990 RQ8                 | 15 settembre 1990 | H. Debehogne                     |
| 15258 Alfilipenko     | 1990 RN17                | 15 settembre 1990 | L. V. Zhuravleva                 |
| 15259 -               | 1990 SL7                 | 22 settembre 1990 | E. W. Elst                       |
| 15260 -               | 1990 SY8                 | 22 settembre 1990 | E. W. Elst                       |
| 15261 -               | 1990 SV12                | 21 settembre 1990 | H. Debehogne                     |
| 15262 Abderhalden     | 1990 TG4                 | 12 ottobre 1990   | F. Borngen, L. D. Schmadel       |
| 15263 Erwingroten     | 1990 TY7                 | 13 ottobre 1990   | L. D. Schmadel, F. Borngen       |
| 15264 Delbrück        | 1990 TU11                | 11 ottobre 1990   | F. Borngen, L. D. Schmadel       |
| 15265 Ernsting        | 1990 TG13                | 12 ottobre 1990   | L. D. Schmadel, F. Borngen       |
| 15266 -               | 1990 UQ3                 | 16 ottobre 1990   | E. W. Elst                       |
| 15267 Kolyma          | 1990 VX4                 | 15 novembre 1990  | E. W. Elst                       |
| 15268 Wendelinefroger | 1990 WF3                 | 18 novembre 1990  | E. W. Elst                       |
| 15269 -               | 1990 XF                  | 8 dicembre 1990   | Y. Kushida, O. Muramatsu         |
| 15270 -               | 1991 AE2                 | 7 gennaio 1991    | R. H. McNaught                   |
| 15271 -               | 1991 DE                  | 19 febbraio 1991  | T. Urata                         |
| 15272 -               | 1991 GH                  | 3 aprile 1991     | A. Sugie                         |
| 15273 Ruhmkorff       | 1991 GQ3                 | 8 aprile 1991     | E. W. Elst                       |
| 15274 -               | 1991 GO6                 | 8 aprile 1991     | E. W. Elst                       |
| 15275 -               | 1991 GV6                 | 8 aprile 1991     | E. W. Elst                       |
| 15276 Diebel          | 1991 GA10                | 14 aprile 1991    | C. S. Shoemaker, D. H. Levy      |
| 15277 -               | 1991 PC7                 | 6 agosto 1991     | E. W. Elst                       |
| 15278 Pâquet          | 1991 PG7                 | 6 agosto 1991     | E. W. Elst                       |
| 15279 -               | 1991 PY7                 | 6 agosto 1991     | E. W. Elst                       |
| 15280 -               | 1991 PW11                | 7 agosto 1991     | H. E. Holt                       |
| 15281 -               | 1991 PT16                | 7 agosto 1991     | H. E. Holt                       |
| 15282 Franzmarc       | 1991 RX4                 | 13 settembre 1991 | F. Borngen, L. D. Schmadel       |
| 15283 -               | 1991 RB8                 | 12 settembre 1991 | H. E. Holt                       |
| 15284 -               | 1991 RZ16                | 15 settembre 1991 | H. E. Holt                       |
| 15285 -               | 1991 RW18                | 14 settembre 1991 | H. E. Holt                       |
| 15286 -               | 1991 RJ22                | 15 settembre 1991 | H. E. Holt                       |
| 15287 -               | 1991 RX25                | 12 settembre 1991 | H. E. Holt                       |
| 15288 -               | 1991 RN27                | 11 settembre 1991 | H. E. Holt                       |
| 15289 -               | 1991 TL                  | 1 ottobre 1991    | R. H. McNaught                   |
| 15290 -               | 1991 TF1                 | 12 ottobre 1991   | R. H. McNaught                   |
| 15291 -               | 1991 VO1                 | 4 novembre 1991   | S. Ueda, H. Kaneda               |
| 15292 -               | 1991 VD2                 | 9 novembre 1991   | S. Ueda, H. Kaneda               |
| 15293 -               | 1991 VO3                 | 4 novembre 1991   | S. Ueda, H. Kaneda               |
| 15294 Underwood       | 1991 VD5                 | 7 novembre 1991   | C. S. Shoemaker, D. H. Levy      |
| 15295 Tante Riek      | 1991 VA9                 | 4 novembre 1991   | Spacewatch                       |
| 15296 Tantetruus      | 1992 AS2                 | 2 gennaio 1992    | Spacewatch                       |
| 15297 -               | 1992 CF                  | 8 febbraio 1992   | S. Otomo                         |
| 15298 -               | 1992 EB13                | 2 marzo 1992      | UESAC                            |
| 15299 -               | 1992 ER17                | 1 marzo 1992      | UESAC                            |
| 15300 -               | 1992 RV2                 | 2 settembre 1992  | E. W. Elst                       |

## 15301-15400
| Nome                   | Designazione provvisoria | Data di scoperta  | Scopritore                           |
| ---------------------- | ------------------------ | ----------------- | ------------------------------------ |
| 15301 Marutesser       | 1992 SC2                 | 21 settembre 1992 | L. D. Schmadel, F. Borngen           |
| 15302 -                | 1992 TJ1                 | 2 ottobre 1992    | H. E. Holt                           |
| 15303 Hatoyamamachi    | 1992 UJ2                 | 19 ottobre 1992   | K. Endate, K. Watanabe               |
| 15304 Wikberg          | 1992 UX4                 | 21 ottobre 1992   | C. S. Shoemaker, E. M. Shoemaker     |
| 15305 -                | 1992 WT1                 | 18 novembre 1992  | A. Sugie                             |
| 15306 -                | 1992 WK2                 | 18 novembre 1992  | S. Ueda, H. Kaneda                   |
| 15307 -                | 1992 XK                  | 15 dicembre 1992  | S. Otomo                             |
| 15308 -                | 1993 FR4                 | 17 marzo 1993     | UESAC                                |
| 15309 -                | 1993 FZ7                 | 17 marzo 1993     | UESAC                                |
| 15310 -                | 1993 FT19                | 17 marzo 1993     | UESAC                                |
| 15311 -                | 1993 FZ22                | 21 marzo 1993     | UESAC                                |
| 15312 -                | 1993 FH27                | 21 marzo 1993     | UESAC                                |
| 15313 -                | 1993 FM28                | 21 marzo 1993     | UESAC                                |
| 15314 -                | 1993 FL34                | 17 marzo 1993     | UESAC                                |
| 15315 -                | 1993 FX35                | 19 marzo 1993     | UESAC                                |
| 15316 Okagakimachi     | 1993 HH1                 | 20 aprile 1993    | K. Endate, K. Watanabe               |
| 15317 -                | 1993 HW1                 | 23 aprile 1993    | E. F. Helin                          |
| 15318 Innsbruck        | 1993 KX1                 | 24 maggio 1993    | C. S. Shoemaker                      |
| 15319 -                | 1993 NU1                 | 12 luglio 1993    | E. W. Elst                           |
| 15320 -                | 1993 OQ8                 | 20 luglio 1993    | E. W. Elst                           |
| 15321 Donnadean        | 1993 PE8                 | 13 agosto 1993    | C. S. Shoemaker, D. H. Levy          |
| 15322 -                | 1993 QY                  | 16 agosto 1993    | E. W. Elst                           |
| 15323 -                | 1993 QH4                 | 18 agosto 1993    | E. W. Elst                           |
| 15324 -                | 1993 QO4                 | 18 agosto 1993    | E. W. Elst                           |
| 15325 -                | 1993 QN7                 | 20 agosto 1993    | E. W. Elst                           |
| 15326 -                | 1993 QA9                 | 20 agosto 1993    | E. W. Elst                           |
| 15327 -                | 1993 RA3                 | 14 settembre 1993 | E. F. Helin                          |
| 15328 -                | 1993 RJ9                 | 14 settembre 1993 | H. Debehogne, E. W. Elst             |
| 15329 Sabena           | 1993 SN7                 | 17 settembre 1993 | E. W. Elst                           |
| 15330 de Almeida       | 1993 TO                  | 8 ottobre 1993    | K. Endate, K. Watanabe               |
| 15331 -                | 1993 TO24                | 9 ottobre 1993    | E. W. Elst                           |
| 15332 CERN             | 1993 TU24                | 9 ottobre 1993    | E. W. Elst                           |
| 15333 -                | 1993 TS36                | 13 ottobre 1993   | H. E. Holt                           |
| 15334 -                | 1993 UE                  | 20 ottobre 1993   | R. H. McNaught                       |
| 15335 Satoyukie        | 1993 UV                  | 23 ottobre 1993   | T. Kobayashi                         |
| 15336 -                | 1993 UC3                 | 22 ottobre 1993   | M. Hirasawa, S. Suzuki               |
| 15337 -                | 1993 VT2                 | 7 novembre 1993   | R. H. McNaught                       |
| 15338 Dufault          | 1994 AZ4                 | 5 gennaio 1994    | Spacewatch                           |
| 15339 Pierazzo         | 1994 AA9                 | 8 gennaio 1994    | Spacewatch                           |
| 15340 -                | 1994 CE14                | 8 febbraio 1994   | E. W. Elst                           |
| 15341 -                | 1994 CV16                | 8 febbraio 1994   | E. W. Elst                           |
| 15342 Assisi           | 1994 GD10                | 3 aprile 1994     | F. Borngen                           |
| 15343 Von Wohlgemuth   | 1994 PB1                 | 15 agosto 1994    | Farra d'Isonzo                       |
| 15344 -                | 1994 PA2                 | 9 agosto 1994     | PCAS                                 |
| 15345 -                | 1994 PK11                | 10 agosto 1994    | E. W. Elst                           |
| 15346 Bonifatius       | 1994 RT11                | 2 settembre 1994  | F. Borngen                           |
| 15347 Colinstuart      | 1994 UD                  | 26 ottobre 1994   | B. G. W. Manning                     |
| 15348 -                | 1994 UJ                  | 31 ottobre 1994   | T. Kobayashi                         |
| 15349 -                | 1994 UX1                 | 31 ottobre 1994   | S. Ueda, H. Kaneda                   |
| 15350 Naganuma         | 1994 VB2                 | 3 novembre 1994   | Y. Kushida, O. Muramatsu             |
| 15351 Yamaguchimamoru  | 1994 VO6                 | 4 novembre 1994   | K. Endate, K. Watanabe               |
| 15352 -                | 1994 VB7                 | 11 novembre 1994  | M. Hirasawa, S. Suzuki               |
| 15353 Meucci           | 1994 WA                  | 22 novembre 1994  | V. S. Casulli                        |
| 15354 -                | 1994 YN1                 | 31 dicembre 1994  | T. Kobayashi                         |
| 15355 Maupassant       | 1995 AZ3                 | 2 gennaio 1995    | E. W. Elst                           |
| 15356 -                | 1995 DE                  | 20 febbraio 1995  | T. Kobayashi                         |
| 15357 -                | 1995 FM                  | 26 marzo 1995     | Y. Shimizu, T. Urata                 |
| 15358 Kintner          | 1995 FM8                 | 26 marzo 1995     | Spacewatch                           |
| 15359 Dressler         | 1995 GV2                 | 2 aprile 1995     | Spacewatch                           |
| 15360 Moncalvo         | 1996 CY7                 | 14 febbraio 1996  | U. Munari, M. Tombelli               |
| 15361 -                | 1996 DK2                 | 23 febbraio 1996  | T. Kobayashi                         |
| 15362 -                | 1996 ED                  | 9 marzo 1996      | T. Kobayashi                         |
| 15363 Ysaÿe            | 1996 FT6                 | 18 marzo 1996     | Spacewatch                           |
| 15364 Kenglover        | 1996 HT2                 | 17 aprile 1996    | Spacewatch                           |
| 15365 -                | 1996 HQ9                 | 17 aprile 1996    | E. W. Elst                           |
| 15366 -                | 1996 HR16                | 18 aprile 1996    | E. W. Elst                           |
| 15367 -                | 1996 HP23                | 20 aprile 1996    | E. W. Elst                           |
| 15368 Katsuji          | 1996 JZ                  | 14 maggio 1996    | R. H. McNaught, Y. Ikari             |
| 15369 -                | 1996 KB                  | 16 maggio 1996    | NEAT                                 |
| 15370 Kanchi           | 1996 NW                  | 15 luglio 1996    | A. Nakamura                          |
| 15371 Steward          | 1996 RZ18                | 15 settembre 1996 | Spacewatch                           |
| 15372 Agrigento        | 1996 TK41                | 8 ottobre 1996    | E. W. Elst                           |
| 15373 -                | 1996 WV1                 | 20 novembre 1996  | Beijing Schmidt CCD Asteroid Program |
| 15374 Teta             | 1997 BG                  | 16 gennaio 1997   | M. Tichy, Z. Moravec                 |
| 15375 Laetitiafoglia   | 1997 BO9                 | 30 gennaio 1997   | U. Munari, M. Tombelli               |
| 15376 Marták           | 1997 CT1                 | 1 febbraio 1997   | P. Koleny, L. Kornos                 |
| 15377 -                | 1997 KW                  | 31 maggio 1997    | Beijing Schmidt CCD Asteroid Program |
| 15378 Artin            | 1997 PJ2                 | 7 agosto 1997     | P. G. Comba                          |
| 15379 Alefranz         | 1997 QG1                 | 29 agosto 1997    | P. Sicoli, P. Chiavenna              |
| 15380 -                | 1997 QQ4                 | 30 agosto 1997    | ODAS                                 |
| 15381 Spadolini        | 1997 RB1                 | 1 settembre 1997  | V. Goretti                           |
| 15382 Vian             | 1997 SN                  | 20 settembre 1997 | L. Sarounova                         |
| 15383 -                | 1997 SE3                 | 21 settembre 1997 | F. B. Zoltowski                      |
| 15384 Samková          | 1997 SC4                 | 26 settembre 1997 | P. Pravec                            |
| 15385 Dallolmo         | 1997 SP4                 | 25 settembre 1997 | Osservatorio San Vittore             |
| 15386 Nicolini         | 1997 ST4                 | 25 settembre 1997 | Madonna di Dossobuono                |
| 15387 Hanazukayama     | 1997 SQ17                | 30 settembre 1997 | T. Okuni                             |
| 15388 Coelum           | 1997 ST17                | 27 settembre 1997 | Osservatorio San Vittore             |
| 15389 Geflorsch        | 1997 TL6                 | 2 ottobre 1997    | ODAS                                 |
| 15390 Znojil           | 1997 TJ10                | 6 ottobre 1997    | P. Pravec                            |
| 15391 Steliomancinelli | 1997 TS16                | 3 ottobre 1997    | A. Vagnozzi                          |
| 15392 Budějický        | 1997 TO19                | 11 ottobre 1997   | L. Sarounova                         |
| 15393 -                | 1997 TR24                | 9 ottobre 1997    | Beijing Schmidt CCD Asteroid Program |
| 15394 -                | 1997 TQ25                | 12 ottobre 1997   | Beijing Schmidt CCD Asteroid Program |
| 15395 Rükl             | 1997 UV                  | 21 ottobre 1997   | P. Pravec                            |
| 15396 Howardmoore      | 1997 UG2                 | 24 ottobre 1997   | P. G. Comba                          |
| 15397 Ksoari           | 1997 UK7                 | 27 ottobre 1997   | Starkenburg                          |
| 15398 -                | 1997 UZ23                | 30 ottobre 1997   | B. A. Skiff                          |
| 15399 Hudec            | 1997 VE                  | 2 novembre 1997   | J. Ticha, M. Tichy                   |
| 15400 -                | 1997 VZ                  | 1 novembre 1997   | T. Kobayashi                         |

## 15401-15500
| Nome                 | Designazione provvisoria | Data di scoperta  | Scopritore                           |
| -------------------- | ------------------------ | ----------------- | ------------------------------------ |
| 15401 -              | 1997 VE4                 | 4 novembre 1997   | T. Kagawa, T. Urata                  |
| 15402 Suzaku         | 1997 VY5                 | 9 novembre 1997   | Y. Ikari                             |
| 15403 Merignac       | 1997 VH6                 | 9 novembre 1997   | L. Sarounova                         |
| 15404 -              | 1997 VE8                 | 6 novembre 1997   | Beijing Schmidt CCD Asteroid Program |
| 15405 -              | 1997 WJ7                 | 19 novembre 1997  | Y. Shimizu, T. Urata                 |
| 15406 Bleibtreu      | 1997 WV12                | 23 novembre 1997  | Spacewatch                           |
| 15407 Udakiyoo       | 1997 WM16                | 24 novembre 1997  | Y. Ikari                             |
| 15408 -              | 1997 WU21                | 30 novembre 1997  | T. Kobayashi                         |
| 15409 -              | 1997 WQ31                | 29 novembre 1997  | LINEAR                               |
| 15410 -              | 1997 YZ                  | 19 dicembre 1997  | F. B. Zoltowski                      |
| 15411 -              | 1997 YL1                 | 18 dicembre 1997  | Beijing Schmidt CCD Asteroid Program |
| 15412 Schaefer       | 1998 AU3                 | 2 gennaio 1998    | Spacewatch                           |
| 15413 Beaglehole     | 1998 BX9                 | 22 gennaio 1998   | Spacewatch                           |
| 15414 Pettirossi     | 1998 BC35                | 26 gennaio 1998   | Spacewatch                           |
| 15415 Rika           | 1998 CA1                 | 4 febbraio 1998   | A. Nakamura                          |
| 15416 -              | 1998 DZ2                 | 21 febbraio 1998  | Beijing Schmidt CCD Asteroid Program |
| 15417 Babylon        | 1998 DH34                | 27 febbraio 1998  | E. W. Elst                           |
| 15418 Sergiospinelli | 1998 DU35                | 27 febbraio 1998  | G. Forti, M. Tombelli                |
| 15419 -              | 1998 FZ62                | 20 marzo 1998     | LINEAR                               |
| 15420 Aedouglass     | 1998 HQ31                | 28 aprile 1998    | Spacewatch                           |
| 15421 Adammalin      | 1998 HM81                | 21 aprile 1998    | LINEAR                               |
| 15422 -              | 1998 QP45                | 17 agosto 1998    | LINEAR                               |
| 15423 -              | 1998 QR91                | 28 agosto 1998    | LINEAR                               |
| 15424 -              | 1998 QE100               | 26 agosto 1998    | E. W. Elst                           |
| 15425 Welzl          | 1998 SV26                | 24 settembre 1998 | P. Pravec                            |
| 15426 -              | 1998 SW43                | 26 settembre 1998 | Beijing Schmidt CCD Asteroid Program |
| 15427 Shabas         | 1998 SP61                | 17 settembre 1998 | LONEOS                               |
| 15428 -              | 1998 SV128               | 26 settembre 1998 | LINEAR                               |
| 15429 -              | 1998 UA23                | 30 ottobre 1998   | K. Korlevic                          |
| 15430 -              | 1998 UR31                | 22 ottobre 1998   | Beijing Schmidt CCD Asteroid Program |
| 15431 -              | 1998 UQ32                | 30 ottobre 1998   | Beijing Schmidt CCD Asteroid Program |
| 15432 -              | 1998 VA5                 | 11 novembre 1998  | K. Korlevic                          |
| 15433 -              | 1998 VQ7                 | 10 novembre 1998  | LINEAR                               |
| 15434 Mittal         | 1998 VM25                | 10 novembre 1998  | LINEAR                               |
| 15435 -              | 1998 VS28                | 10 novembre 1998  | LINEAR                               |
| 15436 Dexius         | 1998 VU30                | 10 novembre 1998  | LINEAR                               |
| 15437 -              | 1998 VS35                | 9 novembre 1998   | Beijing Schmidt CCD Asteroid Program |
| 15438 Joegotobed     | 1998 WF1                 | 17 novembre 1998  | CSS                                  |
| 15439 -              | 1998 WV1                 | 18 novembre 1998  | T. Kobayashi                         |
| 15440 Eioneus        | 1998 WX4                 | 19 novembre 1998  | CSS                                  |
| 15441 -              | 1998 WJ9                 | 27 novembre 1998  | K. Korlevic                          |
| 15442 -              | 1998 WN11                | 21 novembre 1998  | LINEAR                               |
| 15443 -              | 1998 WM19                | 23 novembre 1998  | LINEAR                               |
| 15444 -              | 1998 WT23                | 25 novembre 1998  | LINEAR                               |
| 15445 -              | 1998 XE                  | 1 dicembre 1998   | Beijing Schmidt CCD Asteroid Program |
| 15446 -              | 1998 XQ4                 | 12 dicembre 1998  | T. Kobayashi                         |
| 15447 -              | 1998 XV4                 | 12 dicembre 1998  | T. Kobayashi                         |
| 15448 Siegwarth      | 1998 XT21                | 10 dicembre 1998  | Spacewatch                           |
| 15449 -              | 1998 XS30                | 14 dicembre 1998  | LINEAR                               |
| 15450 -              | 1998 XV40                | 14 dicembre 1998  | LINEAR                               |
| 15451 -              | 1998 XK42                | 14 dicembre 1998  | LINEAR                               |
| 15452 Ibramohammed   | 1998 XL52                | 14 dicembre 1998  | LINEAR                               |
| 15453 Brasileirinhos | 1998 XD96                | 12 dicembre 1998  | O. A. Naranjo                        |
| 15454 -              | 1998 YB3                 | 17 dicembre 1998  | T. Kobayashi                         |
| 15455 -              | 1998 YJ3                 | 17 dicembre 1998  | T. Kobayashi                         |
| 15456 -              | 1998 YP3                 | 18 dicembre 1998  | Klet'                                |
| 15457 -              | 1998 YN6                 | 18 dicembre 1998  | ODAS                                 |
| 15458 -              | 1998 YW9                 | 25 dicembre 1998  | K. Korlevic, M. Juric                |
| 15459 -              | 1998 YY9                 | 25 dicembre 1998  | K. Korlevic, M. Juric                |
| 15460 Manca          | 1998 YD10                | 25 dicembre 1998  | A. Boattini, L. Tesi                 |
| 15461 Johnbird       | 1998 YT29                | 27 dicembre 1998  | LONEOS                               |
| 15462 Stumegan       | 1999 AV1                 | 8 gennaio 1999    | Spacewatch                           |
| 15463 -              | 1999 AT2                 | 9 gennaio 1999    | T. Kobayashi                         |
| 15464 -              | 1999 AN5                 | 12 gennaio 1999   | T. Kobayashi                         |
| 15465 Buchroeder     | 1999 AZ5                 | 15 gennaio 1999   | Spacewatch                           |
| 15466 Barlow         | 1999 AR23                | 14 gennaio 1999   | LONEOS                               |
| 15467 Aflorsch       | 1999 AN24                | 15 gennaio 1999   | ODAS                                 |
| 15468 Mondriaan      | 1999 AT31                | 14 gennaio 1999   | Spacewatch                           |
| 15469 Ohmura         | 1999 BC                  | 16 gennaio 1999   | T. Kobayashi                         |
| 15470 -              | 1999 BS                  | 16 gennaio 1999   | K. Korlevic                          |
| 15471 -              | 1999 BE5                 | 19 gennaio 1999   | D. K. Chesney                        |
| 15472 -              | 1999 BR5                 | 20 gennaio 1999   | K. Korlevic                          |
| 15473 -              | 1999 BL9                 | 23 gennaio 1999   | K. Korlevic                          |
| 15474 -              | 1999 BG11                | 20 gennaio 1999   | ODAS                                 |
| 15475 -              | 1999 BQ14                | 24 gennaio 1999   | F. B. Zoltowski                      |
| 15476 Narendra       | 1999 BW24                | 18 gennaio 1999   | LINEAR                               |
| 15477 -              | 1999 CG1                 | 6 febbraio 1999   | T. Kobayashi                         |
| 15478 -              | 1999 CZ2                 | 7 febbraio 1999   | L. Tesi, A. Boattini                 |
| 15479 -              | 1999 CH9                 | 8 febbraio 1999   | N. Kawasato                          |
| 15480 -              | 1999 CB14                | 12 febbraio 1999  | N. Kawasato                          |
| 15481 -              | 1999 CK19                | 10 febbraio 1999  | LINEAR                               |
| 15482 -              | 1999 CB21                | 10 febbraio 1999  | LINEAR                               |
| 15483 -              | 1999 CW25                | 10 febbraio 1999  | LINEAR                               |
| 15484 -              | 1999 CU46                | 10 febbraio 1999  | LINEAR                               |
| 15485 -              | 1999 CY53                | 10 febbraio 1999  | LINEAR                               |
| 15486 -              | 1999 CP62                | 12 febbraio 1999  | LINEAR                               |
| 15487 -              | 1999 CC63                | 12 febbraio 1999  | LINEAR                               |
| 15488 -              | 1999 CB75                | 12 febbraio 1999  | LINEAR                               |
| 15489 -              | 1999 CJ78                | 12 febbraio 1999  | LINEAR                               |
| 15490 -              | 1999 CJ81                | 12 febbraio 1999  | LINEAR                               |
| 15491 -              | 1999 CW85                | 10 febbraio 1999  | LINEAR                               |
| 15492 Nyberg         | 1999 CG89                | 10 febbraio 1999  | LINEAR                               |
| 15493 -              | 1999 CS105               | 12 febbraio 1999  | LINEAR                               |
| 15494 Lucylake       | 1999 CX123               | 11 febbraio 1999  | LINEAR                               |
| 15495 Bogie          | 1999 DF2                 | 17 febbraio 1999  | J. Broughton                         |
| 15496 -              | 1999 DQ3                 | 20 febbraio 1999  | Y. Shimizu, T. Urata                 |
| 15497 Lucca          | 1999 DE7                 | 23 febbraio 1999  | S. Donati                            |
| 15498 -              | 1999 EQ4                 | 13 marzo 1999     | K. Korlevic                          |
| 15499 Cloyd          | 1999 FY8                 | 19 marzo 1999     | LONEOS                               |
| 15500 Anantpatel     | 1999 FO26                | 19 marzo 1999     | LINEAR                               |

## 15501-15600
| Nome                 | Designazione provvisoria | Data di scoperta | Scopritore            |
| -------------------- | ------------------------ | ---------------- | --------------------- |
| 15501 Pepawlowski    | 1999 NK10                | 13 luglio 1999   | LINEAR                |
| 15502 Hypeirochus    | 1999 NV27                | 14 luglio 1999   | LINEAR                |
| 15503 Estradioto     | 1999 RD25                | 7 settembre 1999 | LINEAR                |
| 15504 -              | 1999 RG33                | 4 settembre 1999 | CSS                   |
| 15505 -              | 1999 RF56                | 7 settembre 1999 | LINEAR                |
| 15506 Preygel        | 1999 RX132               | 9 settembre 1999 | LINEAR                |
| 15507 Rengarajan     | 1999 RC166               | 9 settembre 1999 | LINEAR                |
| 15508 -              | 1999 TE38                | 1 ottobre 1999   | CSS                   |
| 15509 Annejing       | 1999 TX113               | 4 ottobre 1999   | LINEAR                |
| 15510 Phoeberounds   | 1999 TF127               | 4 ottobre 1999   | LINEAR                |
| 15511 -              | 1999 TD185               | 12 ottobre 1999  | LINEAR                |
| 15512 Snyder         | 1999 UK1                 | 18 ottobre 1999  | J. Medkeff, D. Healy  |
| 15513 Emmermann      | 1999 UV38                | 29 ottobre 1999  | LONEOS                |
| 15514 -              | 1999 VW24                | 13 novembre 1999 | T. Kobayashi          |
| 15515 -              | 1999 VN80                | 4 novembre 1999  | LINEAR                |
| 15516 Langleben      | 1999 VN86                | 5 novembre 1999  | LINEAR                |
| 15517 -              | 1999 VS113               | 4 novembre 1999  | CSS                   |
| 15518 -              | 1999 VY153               | 10 novembre 1999 | CSS                   |
| 15519 -              | 1999 XW                  | 2 dicembre 1999  | T. Kobayashi          |
| 15520 -              | 1999 XK98                | 7 dicembre 1999  | LINEAR                |
| 15521 -              | 1999 XH133               | 12 dicembre 1999 | LINEAR                |
| 15522 Trueblood      | 1999 XX136               | 14 dicembre 1999 | C. W. Juels           |
| 15523 Grenville      | 1999 XE151               | 9 dicembre 1999  | LONEOS                |
| 15524 -              | 1999 XO175               | 10 dicembre 1999 | LINEAR                |
| 15525 -              | 1999 XH176               | 10 dicembre 1999 | LINEAR                |
| 15526 Kokura         | 1999 XH229               | 8 dicembre 1999  | LONEOS                |
| 15527 -              | 1999 YY2                 | 16 dicembre 1999 | LINEAR                |
| 15528 Martinsmedina  | 2000 AJ10                | 3 gennaio 2000   | LINEAR                |
| 15529 -              | 2000 AA80                | 5 gennaio 2000   | LINEAR                |
| 15530 Kuber          | 2000 AV98                | 5 gennaio 2000   | LINEAR                |
| 15531 Matusch        | 2000 AV99                | 5 gennaio 2000   | LINEAR                |
| 15532 -              | 2000 AP126               | 5 gennaio 2000   | LINEAR                |
| 15533 Saturnino      | 2000 AP138               | 5 gennaio 2000   | LINEAR                |
| 15534 -              | 2000 AQ164               | 5 gennaio 2000   | LINEAR                |
| 15535 -              | 2000 AT177               | 7 gennaio 2000   | LINEAR                |
| 15536 -              | 2000 AG191               | 8 gennaio 2000   | LINEAR                |
| 15537 -              | 2000 AM199               | 9 gennaio 2000   | LINEAR                |
| 15538 -              | 2000 BW14                | 31 gennaio 2000  | T. Kobayashi          |
| 15539 -              | 2000 CN3                 | 2 febbraio 2000  | LINEAR                |
| 15540 -              | 2000 CF18                | 2 febbraio 2000  | LINEAR                |
| 15541 -              | 2000 CN63                | 2 febbraio 2000  | LINEAR                |
| 15542 -              | 2000 DN3                 | 28 febbraio 2000 | K. Korlevic, M. Juric |
| 15543 Elizateel      | 2000 DD96                | 29 febbraio 2000 | LINEAR                |
| 15544 Hushicheng     | 2000 EG17                | 3 marzo 2000     | LINEAR                |
| 15545 -              | 2000 EK46                | 9 marzo 2000     | LINEAR                |
| 15546 Sunyufeng      | 2000 EZ75                | 5 marzo 2000     | LINEAR                |
| 15547 Xujiping       | 2000 ET91                | 9 marzo 2000     | LINEAR                |
| 15548 Kalinowski     | 2000 EJ147               | 4 marzo 2000     | CSS                   |
| 15549 -              | 2000 FN                  | 25 marzo 2000    | T. Kobayashi          |
| 15550 Sydney         | 2000 FR10                | 31 marzo 2000    | J. Broughton          |
| 15551 Paddock        | 2000 FQ25                | 27 marzo 2000    | LONEOS                |
| 15552 Sandashounkan  | 2000 FO26                | 27 marzo 2000    | LONEOS                |
| 15553 Carachang      | 2000 FG45                | 29 marzo 2000    | LINEAR                |
| 15554 Chenhuaipu     | 2000 FH46                | 29 marzo 2000    | LINEAR                |
| 15555 Luochihi       | 2000 FD49                | 30 marzo 2000    | LINEAR                |
| 15556 Hanafy         | 2000 FW49                | 30 marzo 2000    | LINEAR                |
| 15557 Kimcochran     | 2000 GV                  | 2 aprile 2000    | Spacewatch            |
| 15558 -              | 2000 GR2                 | 3 aprile 2000    | LINEAR                |
| 15559 Abigailhines   | 2000 GR23                | 5 aprile 2000    | LINEAR                |
| 15560 -              | 2000 GR24                | 5 aprile 2000    | LINEAR                |
| 15561 -              | 2000 GU36                | 5 aprile 2000    | LINEAR                |
| 15562 -              | 2000 GF48                | 5 aprile 2000    | LINEAR                |
| 15563 Remsberg       | 2000 GG48                | 5 aprile 2000    | LINEAR                |
| 15564 Lateef         | 2000 GU48                | 5 aprile 2000    | LINEAR                |
| 15565 Benjaminsteele | 2000 GM49                | 5 aprile 2000    | LINEAR                |
| 15566 Elizabethbaker | 2000 GD50                | 5 aprile 2000    | LINEAR                |
| 15567 Giacomelli     | 2000 GF53                | 5 aprile 2000    | LINEAR                |
| 15568 Jathe          | 2000 GP54                | 5 aprile 2000    | LINEAR                |
| 15569 Feinberg       | 2000 GC60                | 5 aprile 2000    | LINEAR                |
| 15570 von Wolff      | 2000 GT60                | 5 aprile 2000    | LINEAR                |
| 15571 -              | 2000 GM61                | 5 aprile 2000    | LINEAR                |
| 15572 -              | 2000 GH65                | 5 aprile 2000    | LINEAR                |
| 15573 Richardjoseph  | 2000 GX65                | 5 aprile 2000    | LINEAR                |
| 15574 Stephaniehass  | 2000 GF66                | 5 aprile 2000    | LINEAR                |
| 15575 Manyakumar     | 2000 GC68                | 5 aprile 2000    | LINEAR                |
| 15576 Munday         | 2000 GK68                | 5 aprile 2000    | LINEAR                |
| 15577 Gywilliams     | 2000 GN68                | 5 aprile 2000    | LINEAR                |
| 15578 Bagnall        | 2000 GW69                | 5 aprile 2000    | LINEAR                |
| 15579 Richardbeattie | 2000 GP70                | 5 aprile 2000    | LINEAR                |
| 15580 -              | 2000 GE71                | 5 aprile 2000    | LINEAR                |
| 15581 Adamkelly      | 2000 GV72                | 5 aprile 2000    | LINEAR                |
| 15582 Russellburrows | 2000 GZ73                | 5 aprile 2000    | LINEAR                |
| 15583 Hanick         | 2000 GM74                | 5 aprile 2000    | LINEAR                |
| 15584 Yumaokamoto    | 2000 GO74                | 5 aprile 2000    | LINEAR                |
| 15585 -              | 2000 GR74                | 5 aprile 2000    | LINEAR                |
| 15586 -              | 2000 GV75                | 5 aprile 2000    | LINEAR                |
| 15587 Sotsukamoto    | 2000 GK76                | 5 aprile 2000    | LINEAR                |
| 15588 -              | 2000 GO79                | 5 aprile 2000    | LINEAR                |
| 15589 -              | 2000 GB80                | 6 aprile 2000    | LINEAR                |
| 15590 -              | 2000 GH82                | 7 aprile 2000    | K. Korlevic           |
| 15591 -              | 2000 GP89                | 4 aprile 2000    | LINEAR                |
| 15592 -              | 2000 GJ91                | 4 aprile 2000    | LINEAR                |
| 15593 -              | 2000 GR93                | 5 aprile 2000    | LINEAR                |
| 15594 Castillo       | 2000 GG95                | 6 aprile 2000    | LINEAR                |
| 15595 Melwincheng    | 2000 GX95                | 6 aprile 2000    | LINEAR                |
| 15596 Yongshiangtham | 2000 GZ95                | 6 aprile 2000    | LINEAR                |
| 15597 Piotrlazarek   | 2000 GM96                | 6 aprile 2000    | LINEAR                |
| 15598 Kazantsev      | 2000 GP96                | 6 aprile 2000    | LINEAR                |
| 15599 Richardlarson  | 2000 GF99                | 7 aprile 2000    | LINEAR                |
| 15600 -              | 2000 GY103               | 7 aprile 2000    | LINEAR                |

## 15601-15700
| Nome                  | Designazione provvisoria | Data di scoperta  | Scopritore                                             |
| --------------------- | ------------------------ | ----------------- | ------------------------------------------------------ |
| 15601 -               | 2000 GZ106               | 7 aprile 2000     | LINEAR                                                 |
| 15602 -               | 2000 GA108               | 7 aprile 2000     | LINEAR                                                 |
| 15603 Kimyoonji       | 2000 GG108               | 7 aprile 2000     | LINEAR                                                 |
| 15604 Fruits          | 2000 GT108               | 7 aprile 2000     | LINEAR                                                 |
| 15605 -               | 2000 GY114               | 7 aprile 2000     | LINEAR                                                 |
| 15606 Winer           | 2000 GU122               | 11 aprile 2000    | C. W. Juels                                            |
| 15607 -               | 2000 GA124               | 7 aprile 2000     | LINEAR                                                 |
| 15608 Owens           | 2000 GK124               | 7 aprile 2000     | LINEAR                                                 |
| 15609 Kosmaczewski    | 2000 GP124               | 7 aprile 2000     | LINEAR                                                 |
| 15610 -               | 2000 GY126               | 7 aprile 2000     | LINEAR                                                 |
| 15611 Leejoonyoung    | 2000 GD127               | 7 aprile 2000     | LINEAR                                                 |
| 15612 Parkmincheol    | 2000 GV133               | 7 aprile 2000     | LINEAR                                                 |
| 15613 Rajihyun        | 2000 GH136               | 12 aprile 2000    | LINEAR                                                 |
| 15614 Pillinger       | 2000 GA143               | 7 aprile 2000     | LONEOS                                                 |
| 15615 -               | 2000 HU1                 | 25 aprile 2000    | K. Korlevic                                            |
| 15616 -               | 2000 HG10                | 27 aprile 2000    | LINEAR                                                 |
| 15617 Fallowfield     | 2000 HK10                | 27 aprile 2000    | LINEAR                                                 |
| 15618 Lorifritz       | 2000 HF11                | 27 aprile 2000    | LINEAR                                                 |
| 15619 Albertwu        | 2000 HE13                | 28 aprile 2000    | LINEAR                                                 |
| 15620 Beltrami        | 2000 HQ14                | 29 aprile 2000    | P. G. Comba                                            |
| 15621 Erikhovland     | 2000 HO20                | 29 aprile 2000    | NEAT                                                   |
| 15622 Westrich        | 2000 HY20                | 27 aprile 2000    | LINEAR                                                 |
| 15623 Maitaneam       | 2000 HU30                | 28 aprile 2000    | LINEAR                                                 |
| 15624 Lamberton       | 2000 HB31                | 28 aprile 2000    | LINEAR                                                 |
| 15625 Agrawal         | 2000 HB35                | 27 aprile 2000    | LINEAR                                                 |
| 15626 -               | 2000 HR50                | 29 aprile 2000    | LINEAR                                                 |
| 15627 Hong            | 2000 HW52                | 29 aprile 2000    | LINEAR                                                 |
| 15628 Gonzales        | 2000 HA53                | 29 aprile 2000    | LINEAR                                                 |
| 15629 Sriner          | 2000 HK53                | 29 aprile 2000    | LINEAR                                                 |
| 15630 Disanti         | 2000 HT56                | 24 aprile 2000    | LONEOS                                                 |
| 15631 Dellorusso      | 2000 HT57                | 24 aprile 2000    | LONEOS                                                 |
| 15632 Magee-Sauer     | 2000 HU70                | 26 aprile 2000    | LONEOS                                                 |
| 15633 -               | 2000 JZ1                 | 2 maggio 2000     | LINEAR                                                 |
| 15634 Ahluwalia       | 2000 JD15                | 6 maggio 2000     | LINEAR                                                 |
| 15635 Andrewhager     | 2000 JV27                | 7 maggio 2000     | LINEAR                                                 |
| 15636 -               | 2000 JD31                | 7 maggio 2000     | LINEAR                                                 |
| 15637 -               | 2000 JY53                | 6 maggio 2000     | LINEAR                                                 |
| 15638 -               | 2000 JA65                | 5 maggio 2000     | LINEAR                                                 |
| 15639 -               | 2074 P-L                 | 24 settembre 1960 | C. J. van Houten, I. van Houten-Groeneveld, T. Gehrels |
| 15640 -               | 2632 P-L                 | 24 settembre 1960 | C. J. van Houten, I. van Houten-Groeneveld, T. Gehrels |
| 15641 -               | 2668 P-L                 | 24 settembre 1960 | C. J. van Houten, I. van Houten-Groeneveld, T. Gehrels |
| 15642 -               | 2679 P-L                 | 24 settembre 1960 | C. J. van Houten, I. van Houten-Groeneveld, T. Gehrels |
| 15643 -               | 3540 P-L                 | 17 ottobre 1960   | C. J. van Houten, I. van Houten-Groeneveld, T. Gehrels |
| 15644 -               | 4157 P-L                 | 24 settembre 1960 | C. J. van Houten, I. van Houten-Groeneveld, T. Gehrels |
| 15645 -               | 4163 P-L                 | 24 settembre 1960 | C. J. van Houten, I. van Houten-Groeneveld, T. Gehrels |
| 15646 -               | 4555 P-L                 | 24 settembre 1960 | C. J. van Houten, I. van Houten-Groeneveld, T. Gehrels |
| 15647 -               | 4556 P-L                 | 24 settembre 1960 | C. J. van Houten, I. van Houten-Groeneveld, T. Gehrels |
| 15648 -               | 6115 P-L                 | 24 settembre 1960 | C. J. van Houten, I. van Houten-Groeneveld, T. Gehrels |
| 15649 -               | 6317 P-L                 | 24 settembre 1960 | C. J. van Houten, I. van Houten-Groeneveld, T. Gehrels |
| 15650 -               | 6725 P-L                 | 24 settembre 1960 | C. J. van Houten, I. van Houten-Groeneveld, T. Gehrels |
| 15651 Tlepolemos      | 9612 P-L                 | 22 ottobre 1960   | C. J. van Houten, I. van Houten-Groeneveld, T. Gehrels |
| 15652 -               | 1048 T-1                 | 25 marzo 1971     | C. J. van Houten, I. van Houten-Groeneveld, T. Gehrels |
| 15653 -               | 1080 T-1                 | 25 marzo 1971     | C. J. van Houten, I. van Houten-Groeneveld, T. Gehrels |
| 15654 -               | 1176 T-1                 | 25 marzo 1971     | C. J. van Houten, I. van Houten-Groeneveld, T. Gehrels |
| 15655 -               | 2209 T-1                 | 25 marzo 1971     | C. J. van Houten, I. van Houten-Groeneveld, T. Gehrels |
| 15656 -               | 3277 T-1                 | 26 marzo 1971     | C. J. van Houten, I. van Houten-Groeneveld, T. Gehrels |
| 15657 -               | 1125 T-2                 | 29 settembre 1973 | C. J. van Houten, I. van Houten-Groeneveld, T. Gehrels |
| 15658 -               | 1265 T-2                 | 29 settembre 1973 | C. J. van Houten, I. van Houten-Groeneveld, T. Gehrels |
| 15659 -               | 2141 T-2                 | 29 settembre 1973 | C. J. van Houten, I. van Houten-Groeneveld, T. Gehrels |
| 15660 -               | 3025 T-2                 | 30 settembre 1973 | C. J. van Houten, I. van Houten-Groeneveld, T. Gehrels |
| 15661 -               | 3281 T-2                 | 30 settembre 1973 | C. J. van Houten, I. van Houten-Groeneveld, T. Gehrels |
| 15662 -               | 4064 T-2                 | 29 settembre 1973 | C. J. van Houten, I. van Houten-Groeneveld, T. Gehrels |
| 15663 Periphas        | 4168 T-2                 | 29 settembre 1973 | C. J. van Houten, I. van Houten-Groeneveld, T. Gehrels |
| 15664 -               | 4050 T-3                 | 16 ottobre 1977   | C. J. van Houten, I. van Houten-Groeneveld, T. Gehrels |
| 15665 -               | 4094 T-3                 | 16 ottobre 1977   | C. J. van Houten, I. van Houten-Groeneveld, T. Gehrels |
| 15666 -               | 5021 T-3                 | 16 ottobre 1977   | C. J. van Houten, I. van Houten-Groeneveld, T. Gehrels |
| 15667 -               | 5046 T-3                 | 16 ottobre 1977   | C. J. van Houten, I. van Houten-Groeneveld, T. Gehrels |
| 15668 -               | 5138 T-3                 | 16 ottobre 1977   | C. J. van Houten, I. van Houten-Groeneveld, T. Gehrels |
| 15669 Pshenichner     | 1974 ST1                 | 19 settembre 1974 | L. I. Chernykh                                         |
| 15670 -               | 1975 SO1                 | 30 settembre 1975 | S. J. Bus                                              |
| 15671 Suzannedébarbat | 1977 EP6                 | 12 marzo 1977     | H. Kosai, K. Hurukawa                                  |
| 15672 Sato-Norio      | 1977 EX7                 | 12 marzo 1977     | H. Kosai, K. Hurukawa                                  |
| 15673 Chetaev         | 1978 PV2                 | 8 agosto 1978     | L. I. Chernykh                                         |
| 15674 Elfving         | 1978 RR7                 | 2 settembre 1978  | C.-I. Lagerkvist                                       |
| 15675 Goloseevo       | 1978 SP5                 | 27 settembre 1978 | L. I. Chernykh                                         |
| 15676 Almoisheev      | 1978 TQ5                 | 8 ottobre 1978    | L. I. Chernykh                                         |
| 15677 -               | 1980 TZ5                 | 14 ottobre 1980   | Purple Mountain Observatory                            |
| 15678 -               | 1981 DM                  | 28 febbraio 1981  | S. J. Bus                                              |
| 15679 -               | 1981 DA1                 | 28 febbraio 1981  | S. J. Bus                                              |
| 15680 -               | 1981 EV7                 | 1 marzo 1981      | S. J. Bus                                              |
| 15681 -               | 1981 ES17                | 2 marzo 1981      | S. J. Bus                                              |
| 15682 -               | 1981 EB25                | 2 marzo 1981      | S. J. Bus                                              |
| 15683 -               | 1981 EX25                | 2 marzo 1981      | S. J. Bus                                              |
| 15684 -               | 1981 ED28                | 2 marzo 1981      | S. J. Bus                                              |
| 15685 -               | 1981 EU33                | 1 marzo 1981      | S. J. Bus                                              |
| 15686 -               | 1981 EW33                | 1 marzo 1981      | S. J. Bus                                              |
| 15687 -               | 1981 ES38                | 1 marzo 1981      | S. J. Bus                                              |
| 15688 -               | 1981 UW23                | 24 ottobre 1981   | S. J. Bus                                              |
| 15689 -               | 1981 UP25                | 25 ottobre 1981   | S. J. Bus                                              |
| 15690 -               | 1982 JD3                 | 15 maggio 1982    | Palomar                                                |
| 15691 Maslov          | 1982 TF1                 | 14 ottobre 1982   | L. G. Karachkina                                       |
| 15692 -               | 1984 RA                  | 1 settembre 1984  | M. A. Barucci                                          |
| 15693 -               | 1984 SN6                 | 23 settembre 1984 | H. Debehogne                                           |
| 15694 -               | 1985 RR3                 | 7 settembre 1985  | H. Debehogne                                           |
| 15695 Fedorshpig      | 1985 RJ5                 | 11 settembre 1985 | N. S. Chernykh                                         |
| 15696 -               | 1986 QG1                 | 26 agosto 1986    | H. Debehogne                                           |
| 15697 -               | 1986 QO1                 | 27 agosto 1986    | H. Debehogne                                           |
| 15698 -               | 1986 QO2                 | 28 agosto 1986    | H. Debehogne                                           |
| 15699 Lyytinen        | 1986 VM6                 | 6 novembre 1986   | E. Bowell                                              |
| 15700 -               | 1987 QD                  | 24 agosto 1987    | S. Singer-Brewster                                     |

## 15701-15800
| Nome                 | Designazione provvisoria | Data di scoperta  | Scopritore                                     |
| -------------------- | ------------------------ | ----------------- | ---------------------------------------------- |
| 15701 -              | 1987 RG1                 | 13 settembre 1987 | H. Debehogne                                   |
| 15702 Olegkotov      | 1987 RN3                 | 2 settembre 1987  | L. I. Chernykh                                 |
| 15703 Yrjölä         | 1987 SU1                 | 21 settembre 1987 | E. Bowell                                      |
| 15704 -              | 1987 SE7                 | 20 settembre 1987 | J. Alu, E. F. Helin                            |
| 15705 Hautot         | 1988 AH5                 | 14 gennaio 1988   | H. Debehogne                                   |
| 15706 -              | 1988 CE2                 | 11 febbraio 1988  | E. W. Elst                                     |
| 15707 -              | 1988 RN4                 | 1 settembre 1988  | H. Debehogne                                   |
| 15708 -              | 1988 RB12                | 14 settembre 1988 | S. J. Bus                                      |
| 15709 -              | 1988 XH1                 | 7 dicembre 1988   | S. Ueda, H. Kaneda                             |
| 15710 Böcklin        | 1989 AV6                 | 11 gennaio 1989   | F. Borngen                                     |
| 15711 -              | 1989 GZ1                 | 3 aprile 1989     | E. W. Elst                                     |
| 15712 -              | 1989 RN2                 | 1 settembre 1989  | A. C. Gilmore, P. M. Kilmartin                 |
| 15713 -              | 1989 SM4                 | 26 settembre 1989 | E. W. Elst                                     |
| 15714 -              | 1989 TL15                | 3 ottobre 1989    | H. Debehogne                                   |
| 15715 -              | 1989 UN1                 | 28 ottobre 1989   | Y. Mizuno, T. Furuta                           |
| 15716 Narahara       | 1989 WY1                 | 29 novembre 1989  | A. Takahashi, K. Watanabe                      |
| 15717 -              | 1990 BL1                 | 21 gennaio 1990   | E. F. Helin                                    |
| 15718 Imokawa        | 1990 BB2                 | 30 gennaio 1990   | M. Matsuyama, K. Watanabe                      |
| 15719 -              | 1990 CF                  | 1 febbraio 1990   | A. Sugie                                       |
| 15720 -              | 1990 EN1                 | 2 marzo 1990      | E. W. Elst                                     |
| 15721 -              | 1990 OV                  | 19 luglio 1990    | E. F. Helin                                    |
| 15722 -              | 1990 QV2                 | 24 agosto 1990    | H. E. Holt                                     |
| 15723 Girraween      | 1990 SA2                 | 20 settembre 1990 | T. Seki                                        |
| 15724 Zille          | 1990 TW3                 | 12 ottobre 1990   | F. Borngen, L. D. Schmadel                     |
| 15725 -              | 1990 TX4                 | 9 ottobre 1990    | R. H. McNaught                                 |
| 15726 -              | 1990 TG5                 | 9 ottobre 1990    | R. H. McNaught                                 |
| 15727 Ianmorison     | 1990 TO9                 | 10 ottobre 1990   | L. D. Schmadel, F. Borngen                     |
| 15728 Karlmay        | 1990 TG11                | 11 ottobre 1990   | F. Borngen, L. D. Schmadel                     |
| 15729 Yumikoitahana  | 1990 UB                  | 16 ottobre 1990   | A. Takahashi, K. Watanabe                      |
| 15730 -              | 1990 UA1                 | 20 ottobre 1990   | A. Sugie                                       |
| 15731 -              | 1990 UW2                 | 16 ottobre 1990   | Oak Ridge Observatory                          |
| 15732 Vitusbering    | 1990 VZ5                 | 15 novembre 1990  | E. W. Elst                                     |
| 15733 -              | 1990 VB6                 | 15 novembre 1990  | E. W. Elst                                     |
| 15734 -              | 1990 WV1                 | 18 novembre 1990  | E. W. Elst                                     |
| 15735 Andakerkhoven  | 1990 WF2                 | 18 novembre 1990  | E. W. Elst                                     |
| 15736 Hamanasu       | 1990 XN                  | 8 dicembre 1990   | K. Endate, K. Watanabe                         |
| 15737 -              | 1991 CL                  | 5 febbraio 1991   | M. Arai, H. Mori                               |
| 15738 -              | 1991 DP                  | 21 febbraio 1991  | S. Inoda, T. Urata                             |
| 15739 Matsukuma      | 1991 ER                  | 9 marzo 1991      | T. Seki                                        |
| 15740 Hyakumangoku   | 1991 EG1                 | 15 marzo 1991     | K. Endate, K. Watanabe                         |
| 15741 -              | 1991 GZ6                 | 8 aprile 1991     | E. W. Elst                                     |
| 15742 Laurabassi     | 1991 LB4                 | 6 giugno 1991     | E. W. Elst                                     |
| 15743 -              | 1991 ND7                 | 12 luglio 1991    | H. Debehogne                                   |
| 15744 -              | 1991 PU                  | 5 agosto 1991     | H. E. Holt                                     |
| 15745 Yuliya         | 1991 PM5                 | 3 agosto 1991     | E. W. Elst                                     |
| 15746 -              | 1991 PN8                 | 5 agosto 1991     | H. E. Holt                                     |
| 15747 -              | 1991 RW23                | 11 settembre 1991 | H. E. Holt                                     |
| 15748 -              | 1991 RG25                | 11 settembre 1991 | H. E. Holt                                     |
| 15749 -              | 1991 VT1                 | 5 novembre 1991   | A. Natori, T. Urata                            |
| 15750 -              | 1991 VJ4                 | 9 novembre 1991   | A. Sugie                                       |
| 15751 -              | 1991 VN4                 | 10 novembre 1991  | S. Otomo                                       |
| 15752 Eluard         | 1992 BD2                 | 30 gennaio 1992   | E. W. Elst                                     |
| 15753 -              | 1992 DD10                | 29 febbraio 1992  | UESAC                                          |
| 15754 -              | 1992 EP                  | 7 marzo 1992      | S. Ueda, H. Kaneda                             |
| 15755 -              | 1992 ET5                 | 2 marzo 1992      | UESAC                                          |
| 15756 -              | 1992 ET9                 | 2 marzo 1992      | UESAC                                          |
| 15757 -              | 1992 EJ13                | 2 marzo 1992      | UESAC                                          |
| 15758 -              | 1992 FT1                 | 30 marzo 1992     | S. Otomo                                       |
| 15759 -              | 1992 GM4                 | 4 aprile 1992     | E. W. Elst                                     |
| 15760 Albion         | 1992 QB1                 | 30 agosto 1992    | D. C. Jewitt, J. X. Luu                        |
| 15761 Schumi         | 1992 SM16                | 24 settembre 1992 | L. D. Schmadel, F. Borngen                     |
| 15762 Rühmann        | 1992 SR24                | 21 settembre 1992 | F. Borngen                                     |
| 15763 Nagakubo       | 1992 UO5                 | 26 ottobre 1992   | K. Endate, K. Watanabe                         |
| 15764 -              | 1992 UL8                 | 31 ottobre 1992   | Y. Kushida, O. Muramatsu                       |
| 15765 -              | 1992 WU1                 | 18 novembre 1992  | A. Sugie                                       |
| 15766 Strahlenberg   | 1993 BD13                | 22 gennaio 1993   | E. W. Elst                                     |
| 15767 -              | 1993 FN7                 | 17 marzo 1993     | UESAC                                          |
| 15768 -              | 1993 FW11                | 17 marzo 1993     | UESAC                                          |
| 15769 -              | 1993 FP23                | 21 marzo 1993     | UESAC                                          |
| 15770 -              | 1993 FL29                | 21 marzo 1993     | UESAC                                          |
| 15771 -              | 1993 FS34                | 19 marzo 1993     | UESAC                                          |
| 15772 -              | 1993 FW34                | 19 marzo 1993     | UESAC                                          |
| 15773 -              | 1993 FO37                | 19 marzo 1993     | UESAC                                          |
| 15774 -              | 1993 FK38                | 19 marzo 1993     | UESAC                                          |
| 15775 -              | 1993 FA49                | 19 marzo 1993     | UESAC                                          |
| 15776 -              | 1993 KO                  | 20 maggio 1993    | S. Otomo                                       |
| 15777 -              | 1993 LF                  | 14 giugno 1993    | H. E. Holt                                     |
| 15778 -              | 1993 NH                  | 15 luglio 1993    | E. F. Helin                                    |
| 15779 Scottroberts   | 1993 OA3                 | 26 luglio 1993    | C. S. Shoemaker, D. H. Levy                    |
| 15780 -              | 1993 OO3                 | 20 luglio 1993    | E. W. Elst                                     |
| 15781 -              | 1993 OJ7                 | 20 luglio 1993    | E. W. Elst                                     |
| 15782 -              | 1993 ON8                 | 20 luglio 1993    | E. W. Elst                                     |
| 15783 Briancox       | 1993 PZ2                 | 14 agosto 1993    | E. W. Elst                                     |
| 15784 -              | 1993 QZ                  | 20 agosto 1993    | E. F. Helin                                    |
| 15785 de Villegas    | 1993 QO3                 | 18 agosto 1993    | E. W. Elst                                     |
| 15786 Hoshioka       | 1993 RS                  | 15 settembre 1993 | K. Endate, K. Watanabe                         |
| 15787 -              | 1993 RY7                 | 15 settembre 1993 | E. W. Elst                                     |
| (15788) 1993 SB      | 1993 SB                  | 16 settembre 1993 | I. P. Williams, A. Fitzsimmons, D. O'Ceallaigh |
| (15789) 1993 SC      | 1993 SC                  | 17 settembre 1993 | I. P. Williams, A. Fitzsimmons, D. O'Ceallaigh |
| 15790 Keizan         | 1993 TC                  | 8 ottobre 1993    | M. Mukai, M. Takeishi                          |
| 15791 Yoshiewatanabe | 1993 TM1                 | 15 ottobre 1993   | K. Endate, K. Watanabe                         |
| 15792 -              | 1993 TS15                | 9 ottobre 1993    | E. W. Elst                                     |
| 15793 -              | 1993 TG19                | 9 ottobre 1993    | E. W. Elst                                     |
| 15794 -              | 1993 TG31                | 9 ottobre 1993    | E. W. Elst                                     |
| 15795 -              | 1993 TY38                | 9 ottobre 1993    | E. W. Elst                                     |
| 15796 -              | 1993 TZ38                | 9 ottobre 1993    | E. W. Elst                                     |
| 15797 -              | 1993 UD3                 | 22 ottobre 1993   | M. Hirasawa, S. Suzuki                         |
| 15798 -              | 1993 VZ4                 | 14 novembre 1993  | M. Hirasawa, S. Suzuki                         |
| 15799 -              | 1993 XN                  | 8 dicembre 1993   | T. Kobayashi                                   |
| 15800 -              | 1993 XP                  | 8 dicembre 1993   | T. Kobayashi                                   |

## 15801-15900
| Nome                   | Designazione provvisoria | Data di scoperta  | Scopritore                                       |
| ---------------------- | ------------------------ | ----------------- | ------------------------------------------------ |
| 15801 -                | 1994 AF                  | 2 gennaio 1994    | T. Kobayashi                                     |
| 15802 -                | 1994 AT2                 | 14 gennaio 1994   | T. Kobayashi                                     |
| 15803 Parisi           | 1994 CW                  | 7 febbraio 1994   | Farra d'Isonzo                                   |
| 15804 Yenisei          | 1994 EY5                 | 9 marzo 1994      | E. W. Elst                                       |
| 15805 Murakamitakehiko | 1994 GB1                 | 8 aprile 1994     | K. Endate, K. Watanabe                           |
| 15806 Kohei            | 1994 GN1                 | 15 aprile 1994    | K. Endate, K. Watanabe                           |
| 15807 -                | 1994 GV9                 | 15 aprile 1994    | D. C. Jewitt, J. X. Luu                          |
| 15808 Zelter           | 1994 GF10                | 3 aprile 1994     | F. Borngen                                       |
| 15809 -                | 1994 JS                  | 11 maggio 1994    | D. C. Jewitt, J. X. Luu                          |
| 15810 Arawn            | 1994 JR1                 | 12 maggio 1994    | M. J. Irwin, A. Zytkow                           |
| 15811 Nüsslein-Volhard | 1994 ND1                 | 10 luglio 1994    | F. Borngen                                       |
| 15812 -                | 1994 PZ                  | 14 agosto 1994    | T. Kobayashi                                     |
| 15813 -                | 1994 PL12                | 10 agosto 1994    | E. W. Elst                                       |
| 15814 -                | 1994 PX12                | 10 agosto 1994    | E. W. Elst                                       |
| 15815 -                | 1994 PY18                | 12 agosto 1994    | E. W. Elst                                       |
| 15816 -                | 1994 PV39                | 10 agosto 1994    | E. W. Elst                                       |
| 15817 Lucianotesi      | 1994 QC                  | 28 agosto 1994    | A. Boattini, M. Tombelli                         |
| 15818 DeVeny           | 1994 RO7                 | 12 settembre 1994 | Spacewatch                                       |
| 15819 Alisterling      | 1994 SN9                 | 28 settembre 1994 | Spacewatch                                       |
| 15820 -                | 1994 TB                  | 2 ottobre 1994    | Jewitt, D. C., Chen, J.                          |
| 15821 Iijimatatsushi   | 1994 TM2                 | 2 ottobre 1994    | K. Endate, K. Watanabe                           |
| 15822 Genefahnestock   | 1994 TV15                | 8 ottobre 1994    | E. F. Helin                                      |
| 15823 -                | 1994 UO1                 | 25 ottobre 1994   | S. Ueda, H. Kaneda                               |
| 15824 -                | 1994 WM1                 | 27 novembre 1994  | T. Kobayashi                                     |
| 15825 Capecchi         | 1994 WX1                 | 30 novembre 1994  | Farra d'Isonzo                                   |
| 15826 -                | 1994 YO                  | 28 dicembre 1994  | T. Kobayashi                                     |
| 15827 -                | 1995 AO1                 | 10 gennaio 1995   | T. Kobayashi                                     |
| 15828 Sincheskul       | 1995 BS                  | 23 gennaio 1995   | T. Kobayashi                                     |
| 15829 -                | 1995 BA1                 | 25 gennaio 1995   | T. Kobayashi                                     |
| 15830 -                | 1995 BW1                 | 27 gennaio 1995   | T. Kobayashi                                     |
| 15831 -                | 1995 BG3                 | 29 gennaio 1995   | Y. Shimizu, T. Urata                             |
| 15832 -                | 1995 CB1                 | 7 febbraio 1995   | T. Kojima                                        |
| 15833 -                | 1995 CL1                 | 3 febbraio 1995   | M. Hirasawa, S. Suzuki                           |
| 15834 McBride          | 1995 CT1                 | 4 febbraio 1995   | D. J. Asher                                      |
| 15835 -                | 1995 DY                  | 21 febbraio 1995  | T. Kobayashi                                     |
| 15836 -                | 1995 DA2                 | 24 febbraio 1995  | D. C. Jewitt, J. X. Luu                          |
| 15837 Mariovalori      | 1995 DG13                | 25 febbraio 1995  | M. Tombelli                                      |
| 15838 Auclair          | 1995 FU12                | 27 marzo 1995     | Spacewatch                                       |
| 15839 -                | 1995 JH1                 | 5 maggio 1995     | E. W. Elst                                       |
| 15840 Hiroshiendou     | 1995 KH1                 | 31 maggio 1995    | T. Okuni                                         |
| 15841 Yamaguchi        | 1995 OX                  | 27 luglio 1995    | A. Nakamura                                      |
| 15842 -                | 1995 SX2                 | 20 settembre 1995 | S. Ueda, H. Kaneda                               |
| 15843 Comcom           | 1995 SO3                 | 20 settembre 1995 | K. Endate, K. Watanabe                           |
| 15844 -                | 1995 UQ5                 | 20 ottobre 1995   | Y. Shimizu, T. Urata                             |
| 15845 Bambi            | 1995 UC17                | 17 ottobre 1995   | Spacewatch                                       |
| 15846 Billfyfe         | 1995 UK28                | 20 ottobre 1995   | Spacewatch                                       |
| 15847 -                | 1995 WA2                 | 18 novembre 1995  | T. Kobayashi                                     |
| 15848 -                | 1995 YJ4                 | 28 dicembre 1995  | R. H. McNaught                                   |
| 15849 Billharper       | 1995 YM10                | 18 dicembre 1995  | Spacewatch                                       |
| 15850 -                | 1996 AE1                 | 12 gennaio 1996   | T. Kobayashi                                     |
| 15851 Chrisfleming     | 1996 AD10                | 13 gennaio 1996   | Spacewatch                                       |
| 15852 -                | 1996 BR1                 | 23 gennaio 1996   | T. Kobayashi                                     |
| 15853 Benedettafoglia  | 1996 BB13                | 16 gennaio 1996   | U. Munari, M. Tombelli                           |
| 15854 Numa             | 1996 CX2                 | 15 febbraio 1996  | V. S. Casulli                                    |
| 15855 Mariasalvatore   | 1996 CP7                 | 14 febbraio 1996  | U. Munari, M. Tombelli                           |
| 15856 Yanokoji         | 1996 EL                  | 10 marzo 1996     | K. Endate, K. Watanabe                           |
| 15857 Touji            | 1996 EK1                 | 10 marzo 1996     | K. Endate, K. Watanabe                           |
| 15858 Davidwoods       | 1996 EK15                | 12 marzo 1996     | Spacewatch                                       |
| 15859 -                | 1996 GO18                | 15 aprile 1996    | E. W. Elst                                       |
| 15860 Siráň            | 1996 HO                  | 20 aprile 1996    | A. Galad, D. Kalmancok                           |
| 15861 Ispahan          | 1996 HB12                | 17 aprile 1996    | E. W. Elst                                       |
| 15862 -                | 1996 HJ15                | 17 aprile 1996    | E. W. Elst                                       |
| 15863 -                | 1996 HT15                | 18 aprile 1996    | E. W. Elst                                       |
| 15864 -                | 1996 HQ23                | 20 aprile 1996    | E. W. Elst                                       |
| 15865 -                | 1996 HW25                | 20 aprile 1996    | E. W. Elst                                       |
| 15866 -                | 1996 KG                  | 16 maggio 1996    | Visnjan                                          |
| 15867 -                | 1996 NK5                 | 14 luglio 1996    | E. W. Elst                                       |
| 15868 Akiyoshidai      | 1996 OL                  | 16 luglio 1996    | A. Nakamura                                      |
| 15869 Tullius          | 1996 PL                  | 8 agosto 1996     | V. S. Casulli                                    |
| 15870 Obůrka           | 1996 QD                  | 16 agosto 1996    | P. Pravec                                        |
| 15871 -                | 1996 QX1                 | 24 agosto 1996    | S. Ueda, H. Kaneda                               |
| 15872 -                | 1996 RJ4                 | 11 settembre 1996 | NEAT                                             |
| 15873 -                | 1996 TH7                 | 5 ottobre 1996    | Y. Shimizu, T. Urata                             |
| 15874 -                | 1996 TL66                | 9 ottobre 1996    | C. A. Trujillo, D. C. Jewitt, J. X. Luu, J. Chen |
| 15875 -                | 1996 TP66                | 11 ottobre 1996   | J. X. Luu, D. C. Jewitt, C. A. Trujillo          |
| 15876 -                | 1996 VO38                | 12 novembre 1996  | S. Ueda, H. Kaneda                               |
| 15877 -                | 1996 WZ1                 | 24 novembre 1996  | Beijing Schmidt CCD Asteroid Program             |
| 15878 -                | 1996 XC3                 | 3 dicembre 1996   | T. Kobayashi                                     |
| 15879 -                | 1996 XH6                 | 3 dicembre 1996   | Y. Shimizu, T. Urata                             |
| 15880 -                | 1997 AM7                 | 9 gennaio 1997    | T. Kobayashi                                     |
| 15881 -                | 1997 CU                  | 1 febbraio 1997   | T. Kobayashi                                     |
| 15882 Dingzhong        | 1997 CF29                | 7 febbraio 1997   | Beijing Schmidt CCD Asteroid Program             |
| 15883 -                | 1997 CR29                | 3 febbraio 1997   | C. A. Trujillo, J. Chen, D. C. Jewitt            |
| 15884 Maspalomas       | 1997 DJ                  | 27 febbraio 1997  | N. Sato                                          |
| 15885 -                | 1997 EE                  | 1 marzo 1997      | T. Kobayashi                                     |
| 15886 -                | 1997 EB6                 | 7 marzo 1997      | T. Kobayashi                                     |
| 15887 Daveclark        | 1997 ER26                | 4 marzo 1997      | Spacewatch                                       |
| 15888 -                | 1997 EE29                | 13 marzo 1997     | Visnjan                                          |
| 15889 Xiaoyuhe         | 1997 FD4                 | 31 marzo 1997     | LINEAR                                           |
| 15890 Prachatice       | 1997 GY                  | 3 aprile 1997     | M. Tichy, Z. Moravec                             |
| 15891 Alissazhang      | 1997 GG7                 | 2 aprile 1997     | LINEAR                                           |
| 15892 -                | 1997 GB14                | 3 aprile 1997     | LINEAR                                           |
| 15893 -                | 1997 GV20                | 6 aprile 1997     | LINEAR                                           |
| 15894 -                | 1997 JA13                | 3 maggio 1997     | E. W. Elst                                       |
| 15895 -                | 1997 JJ15                | 3 maggio 1997     | E. W. Elst                                       |
| 15896 Birkhoff         | 1997 LX5                 | 13 giugno 1997    | P. G. Comba                                      |
| 15897 Beňačková        | 1997 PD3                 | 10 agosto 1997    | P. Pravec                                        |
| 15898 Kharasterteam    | 1997 QP                  | 26 agosto 1997    | P. Pravec, L. Sarounova                          |
| 15899 Silvain          | 1997 RR1                 | 3 settembre 1997  | P. Antonini                                      |
| 15900 -                | 1997 RK3                 | 3 settembre 1997  | Beijing Schmidt CCD Asteroid Program             |

## 15901-16000
| Nome                  | Designazione provvisoria | Data di scoperta  | Scopritore                           |
| --------------------- | ------------------------ | ----------------- | ------------------------------------ |
| 15901 -               | 1997 RY8                 | 12 settembre 1997 | Beijing Schmidt CCD Asteroid Program |
| 15902 Dostál          | 1997 RA9                 | 13 settembre 1997 | L. Sarounova                         |
| 15903 Rolandflorrie   | 1997 RP10                | 5 settembre 1997  | T. Handley                           |
| 15904 Halstead        | 1997 SD11                | 29 settembre 1997 | T. Stafford                          |
| 15905 Berthier        | 1997 SV15                | 27 settembre 1997 | ODAS                                 |
| 15906 Yoshikaneda     | 1997 SX21                | 30 settembre 1997 | T. Okuni                             |
| 15907 Robot           | 1997 TG10                | 6 ottobre 1997    | P. Pravec                            |
| 15908 Bertoni         | 1997 TE12                | 2 ottobre 1997    | Spacewatch                           |
| 15909 -               | 1997 TM17                | 8 ottobre 1997    | T. Kobayashi                         |
| 15910 Shinkamigoto    | 1997 TU17                | 6 ottobre 1997    | K. Endate, K. Watanabe               |
| 15911 Davidgauthier   | 1997 TL21                | 4 ottobre 1997    | Spacewatch                           |
| 15912 -               | 1997 TR26                | 13 ottobre 1997   | Beijing Schmidt CCD Asteroid Program |
| 15913 Telemachus      | 1997 TZ27                | 1 ottobre 1997    | Uppsala-DLR Trojan Survey            |
| 15914 -               | 1997 UM3                 | 26 ottobre 1997   | T. Kobayashi                         |
| 15915 -               | 1997 UR3                 | 26 ottobre 1997   | T. Kobayashi                         |
| 15916 Shigeoyamada    | 1997 UL7                 | 25 ottobre 1997   | N. Sato                              |
| 15917 Rosahavel       | 1997 UX7                 | 28 ottobre 1997   | L. Sarounova                         |
| 15918 Thereluzia      | 1997 UE9                 | 27 ottobre 1997   | N. Ehring                            |
| 15919 -               | 1997 UA22                | 25 ottobre 1997   | M. Hirasawa, S. Suzuki               |
| 15920 -               | 1997 UB25                | 29 ottobre 1997   | LINEAR                               |
| 15921 Kintaikyo       | 1997 VP                  | 1 novembre 1997   | A. Nakamura                          |
| 15922 Masajisaito     | 1997 VR                  | 1 novembre 1997   | K. Endate, K. Watanabe               |
| 15923 -               | 1997 VN3                 | 6 novembre 1997   | T. Kobayashi                         |
| 15924 Axelmartin      | 1997 VE5                 | 7 novembre 1997   | B. Koch                              |
| 15925 Rokycany        | 1997 VM6                 | 10 novembre 1997  | L. Sarounova                         |
| 15926 -               | 1997 VP6                 | 5 novembre 1997   | Y. Shimizu, T. Urata                 |
| 15927 -               | 1997 WV2                 | 23 novembre 1997  | T. Kobayashi                         |
| 15928 -               | 1997 WC3                 | 23 novembre 1997  | T. Kobayashi                         |
| 15929 Ericlinton      | 1997 WQ11                | 22 novembre 1997  | Spacewatch                           |
| 15930 -               | 1997 WT37                | 29 novembre 1997  | LINEAR                               |
| 15931 -               | 1997 WK45                | 29 novembre 1997  | LINEAR                               |
| 15932 -               | 1997 XL5                 | 2 dicembre 1997   | Y. Shimizu, T. Urata                 |
| 15933 -               | 1997 YD                  | 18 dicembre 1997  | T. Kobayashi                         |
| 15934 -               | 1997 YQ                  | 20 dicembre 1997  | T. Kobayashi                         |
| 15935 -               | 1997 YT                  | 20 dicembre 1997  | T. Kobayashi                         |
| 15936 -               | 1997 YM4                 | 22 dicembre 1997  | F. B. Zoltowski                      |
| 15937 -               | 1997 YP5                 | 25 dicembre 1997  | T. Kobayashi                         |
| 15938 Bohnenblust     | 1997 YA8                 | 27 dicembre 1997  | P. G. Comba                          |
| 15939 Fessenden       | 1997 YP8                 | 28 dicembre 1997  | Spacewatch                           |
| 15940 -               | 1997 YU13                | 31 dicembre 1997  | T. Kobayashi                         |
| 15941 Stevegauthier   | 1997 YX15                | 29 dicembre 1997  | Spacewatch                           |
| 15942 -               | 1997 YZ16                | 23 dicembre 1997  | S. Ueda, H. Kaneda                   |
| 15943 -               | 1998 AZ                  | 5 gennaio 1998    | T. Kobayashi                         |
| 15944 -               | 1998 AH5                 | 8 gennaio 1998    | ODAS                                 |
| 15945 Raymondavid     | 1998 AZ5                 | 8 gennaio 1998    | ODAS                                 |
| 15946 Satinský        | 1998 AP7                 | 8 gennaio 1998    | A. Galad, A. Pravda                  |
| 15947 Milligan        | 1998 AL10                | 2 gennaio 1998    | J. Broughton                         |
| 15948 -               | 1998 BE                  | 16 gennaio 1998   | T. Kobayashi                         |
| 15949 Rhaeticus       | 1998 BQ                  | 17 gennaio 1998   | E. Meyer, E. Obermair                |
| 15950 Dallago         | 1998 BA2                 | 17 gennaio 1998   | Madonna di Dossobuono                |
| 15951 -               | 1998 BB2                 | 17 gennaio 1998   | L. Lai                               |
| 15952 -               | 1998 BM7                 | 24 gennaio 1998   | NEAT                                 |
| 15953 -               | 1998 BD8                 | 25 gennaio 1998   | T. Kobayashi                         |
| 15954 Divjotbedi      | 1998 BG11                | 23 gennaio 1998   | LINEAR                               |
| 15955 Johannesgmunden | 1998 BS13                | 26 gennaio 1998   | E. Meyer                             |
| 15956 -               | 1998 BY24                | 28 gennaio 1998   | T. Kobayashi                         |
| 15957 Gemoore         | 1998 BB27                | 22 gennaio 1998   | Spacewatch                           |
| 15958 -               | 1998 BE33                | 30 gennaio 1998   | ODAS                                 |
| 15959 -               | 1998 BQ40                | 24 gennaio 1998   | NEAT                                 |
| 15960 Hluboká         | 1998 CH                  | 2 febbraio 1998   | M. Tichy, Z. Moravec                 |
| 15961 -               | 1998 CC1                 | 4 febbraio 1998   | Beijing Schmidt CCD Asteroid Program |
| 15962 -               | 1998 CM2                 | 15 febbraio 1998  | Beijing Schmidt CCD Asteroid Program |
| 15963 Koeberl         | 1998 CY3                 | 6 febbraio 1998   | E. W. Elst                           |
| 15964 Billgray        | 1998 DU                  | 19 febbraio 1998  | J. M. Roe                            |
| 15965 Robertcox       | 1998 DU7                 | 23 febbraio 1998  | J. M. Roe                            |
| 15966 -               | 1998 DL13                | 25 febbraio 1998  | NEAT                                 |
| 15967 Clairearmstrong | 1998 DN20                | 24 febbraio 1998  | M. Armstrong                         |
| 15968 Waltercugno     | 1998 DX35                | 27 febbraio 1998  | U. Munari, M. Tombelli               |
| 15969 Charlesgreen    | 1998 EW11                | 1 marzo 1998      | E. W. Elst                           |
| 15970 Robertbrownlee  | 1998 FA9                 | 22 marzo 1998     | Spacewatch                           |
| 15971 Hestroffer      | 1998 FA11                | 25 marzo 1998     | ODAS                                 |
| 15972 -               | 1998 FM27                | 20 marzo 1998     | LINEAR                               |
| 15973 -               | 1998 FM85                | 24 marzo 1998     | LINEAR                               |
| 15974 -               | 1998 FL103               | 31 marzo 1998     | LINEAR                               |
| 15975 -               | 1998 FW108               | 31 marzo 1998     | LINEAR                               |
| 15976 Bhansali        | 1998 FY119               | 20 marzo 1998     | LINEAR                               |
| 15977 Pyraechmes      | 1998 MA11                | 19 giugno 1998    | LINEAR                               |
| 15978 -               | 1998 QL1                 | 17 agosto 1998    | Visnjan                              |
| 15979 -               | 1998 QW34                | 17 agosto 1998    | LINEAR                               |
| 15980 -               | 1998 RC19                | 14 settembre 1998 | LINEAR                               |
| 15981 -               | 1998 UP6                 | 18 ottobre 1998   | Y. Shimizu, T. Urata                 |
| 15982 -               | 1998 VA4                 | 11 novembre 1998  | ODAS                                 |
| 15983 -               | 1998 WM1                 | 18 novembre 1998  | T. Kobayashi                         |
| 15984 -               | 1998 WM7                 | 24 novembre 1998  | LINEAR                               |
| 15985 Bhatnagar       | 1998 WU20                | 18 novembre 1998  | LINEAR                               |
| 15986 Fienga          | 1998 XU1                 | 7 dicembre 1998   | ODAS                                 |
| 15987 -               | 1998 XV10                | 15 dicembre 1998  | ODAS                                 |
| 15988 Parini          | 1998 XD24                | 11 dicembre 1998  | Spacewatch                           |
| 15989 Anusha          | 1998 XK39                | 14 dicembre 1998  | LINEAR                               |
| 15990 -               | 1998 YT1                 | 17 dicembre 1998  | K. Korlevic                          |
| 15991 -               | 1998 YH3                 | 17 dicembre 1998  | T. Kobayashi                         |
| 15992 Cynthia         | 1998 YL4                 | 18 dicembre 1998  | G. Hug                               |
| 15993 -               | 1998 YH8                 | 24 dicembre 1998  | T. Kobayashi                         |
| 15994 -               | 1998 YO8                 | 23 dicembre 1998  | K. Korlevic                          |
| 15995 -               | 1998 YQ9                 | 25 dicembre 1998  | K. Korlevic, M. Juric                |
| 15996 -               | 1998 YC12                | 27 dicembre 1998  | T. Kobayashi                         |
| 15997 -               | 1999 AX                  | 7 gennaio 1999    | T. Kobayashi                         |
| 15998 -               | 1999 AG2                 | 9 gennaio 1999    | T. Kobayashi                         |
| 15999 -               | 1999 AG7                 | 9 gennaio 1999    | K. Korlevic                          |
| 16000 Neilgehrels     | 1999 AW16                | 10 gennaio 1999   | Spacewatch                           |